# Béguinage de Lierre
 (mai 2013).
Le béguinage de Lierre, situé à la périphérie sud de la petite ville flamande de Lierre, dans la province d'Anvers (Belgique), est un béguinage fondé au bord de la Nèthe au milieu du XIIIe siècle. Plusieurs fois fortement endommagé dans les premiers siècles de son histoire, soit accidentellement par des incendies, soit délibérément durant les guerres de religion, il atteignit son apogée au début du XVIIIe siècle, tant pour ses effectifs de béguines que pour l’extension de son site. À la fin du XVIIIe siècle, dans la foulée de la Révolution française, il fut supprimé et ses biens confisqués ou vendus à l’encan. Après le Concordat, les béguines, aidées de quelques mécènes, tentèrent de racheter leurs maisons, mais échouèrent, face à la baisse inexorable du nombre de vocations dans les décennies suivantes, à faire du béguinage le monde clos et réservé qu’il fut, des particuliers ordinaires venant en effet occuper de plus en plus nombreux les maisonnettes laissées vacantes par les béguines. Néanmoins, si le béguinage de Lierre a cessé au XIXe siècle d’être un monde réservé, une cité interdite, il resta et demeure jusqu’à aujourd'hui un espace enclos sinon clos (l’accès est libre, y compris la nuit), bien délimité, ayant gardé intacts non seulement son plan de rues, mais aussi ses portails d’entrée et son mur d’enceinte, et ayant peu souffert des altérations et interventions urbanistiques modernes ; ses constructions datent pour l’essentiel du XVIIe siècle, et adoptent ― hormis l’église et le portail d’entrée principal, d’un baroque exubérant ― le style traditionnel local, respectueux du précepte béguinal de sobriété, même si beaucoup de façades ont été refaçonnées au XIXe siècle. Tel quel, il passe pour un des mieux conservés et des plus pittoresques de Flandre. Avec douze autres béguinages flamands, il est classé au patrimoine mondial de l’UNESCO depuis 1998. De nombreux artistes l’ont chanté, ou s’en sont servis comme décor pour leurs œuvres, et plusieurs, appréciant son calme et son atmosphère particulière, y ont résidé, au premier rang l’écrivain emblématique de la ville de Lierre, Felix Timmermans.

## Description générale

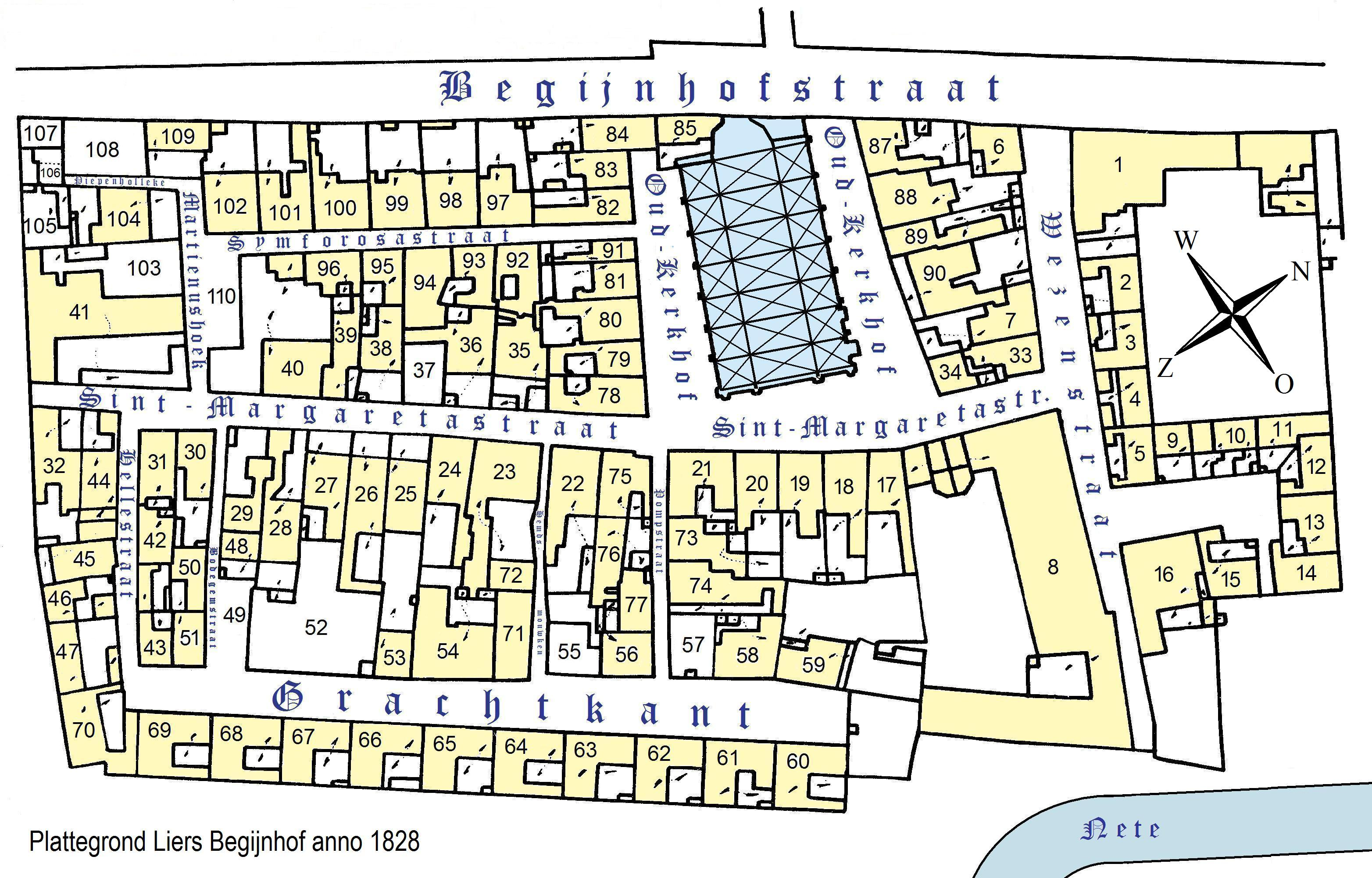
Plan du béguinage, établi d'après un plan cadastral de 1828 (NB : le nord se situe à droite)

Le béguinage de Lierre est bien préservé. Le site actuel, exemple typique de béguinage à rues, se présente comme une petite ville en miniature, de 2 ha environ, ayant la forme d’un rectangle, dont l’axe long est orienté du nord-nord-est au sud-sud-est, délimité au nord par la Wezenstraat et le Kalvarieberg, à l’est par un coude de la rivière la Nèthe, à l’ouest par la Begijnhofstraat, et au sud par les remparts de la ville, aménagés vers l’an 1400 et encore reconnaissables comme tels aujourd'hui. 

### Plan
La centaine de maisons, qui datent pour la plupart du XVIIe siècle ou début XVIIIe siècle, et portent chacune, depuis le début XVIIIe, le nom d’un saint ou d’une sainte, ou de quelque fait biblique ou événement de l’histoire sainte, sont disposées le long de onze rues et ruelles pavées se croisant orthogonalement. Ce sont :
- d’abord, trois rues allant dans le sens nord-sud (suivant l’axe long, c'est-à-dire parallèles à la Begijnhofstraat), à savoir :
  - la Sint-Margaretastraat (rue Saint-Marguerite), voie la plus ancienne et la plus centrale ;
  - la Symforosastraat, anciennement Nieuwestraat (rue Neuve), rebaptisée telle en l’honneur de Felix Timmermans, à l’ouest ;
  - et le Grachtkant (litt. bord-du-fossé), à l’est, typiquement bordée d’un alignement de dix maisons de béguine identiques, de style traditionnel, édifiées au XVIIIe siècle ;
- ensuite, croisant ces trois rues à la perpendiculaire, huit rues transversales :
  - la Wezenstraat, au nord, aboutissant, à l’ouest, au monumental portail d’entrée sur la Begijnhofstraat, et à l’est sur le portail donnant sur la Nèthe, et dans laquelle débouche le Kalvarieberg (Mont-Calvaire) ;
  - le Oud-Kerkhof (litt. ancien cimetière), de part et d’autre de l’église ;
  - la rue Martienushoek, que prolongeait autrefois, par retour d’équerre, une étroite impasse, large de 1,5 m et longue de 18 m, aujourd'hui disparue, nommée Piepenholleke (‘trou de souris’, en traduction libre), qui conduisait à quatre maisons de béguine adossées au mur d’enceinte, démolies entre 1820 et 1830 ;
  - la Hellestraat, située le plus au sud ;
  - enfin trois ruelles transversales très resserrées, la Bodegemstraat, la Pompstraat, et enfin la grêle venelle Hemdsmouwken (litt. manche de chemise), large de 98 cm dans sa partie ouest, à l’origine chemin d’incendie.

### Composition

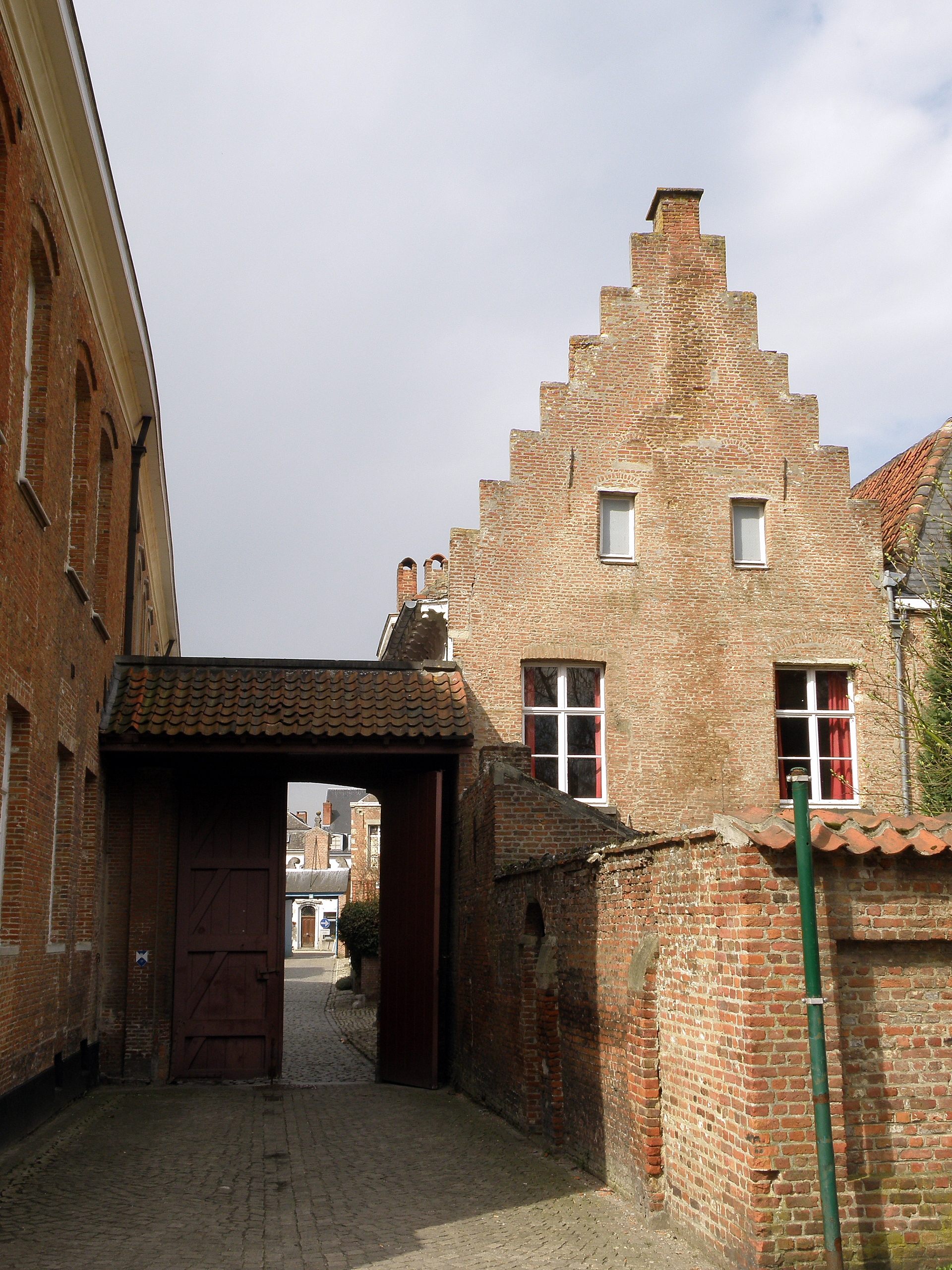
Portail d'entrée au nord-est du béguinage. À droite: façade arrière du vieux presbytère (probablement fin du XVe siècle).

Le béguinage comporte trois portails d’entrée, les deux premiers gardant les deux extrémités de la Wezenstraat, un troisième à l’extrémité sud de la rue Sainte-Marguerite, s’ouvrant sur le rempart. Le site comprend encore :
- l’église Sainte-Marguerite, datant de l’époque baroque, sise Margaretastraat, plus ou moins au centre du béguinage ;
- l’ancienne infirmerie, devenue par la suite orphelinat de filles, en réalité vaste édifice néo-classique du XVIIIe siècle, occupant l’angle nord-est ;
- le Achterste Convent, litt. 'convent d’arrière'[4], bâtiment assez considérable, de style traditionnel brabançon, situé Martienushoek[note 2] ;
- reste à signaler le chemin de croix, en bois peint, daté de 1890-1920, dont les stations sont dispersées à travers tout le site.

### Architecture
L’architecture est d’un style généralement sobre, nonobstant les fréquentes adaptations et nombreux remaniements effectués au cours du XIXe siècle, qui l’ont rendu hétérogène et empêchent de se faire une idée exacte de l’état ancien du site. Néanmoins, l’aspect global semble avoir été préservé, et le plan ancien est inaltéré. Le matériau utilisé est la brique, souvent chaulée, avec emploi occasionnel de pierre blanche pour les chambranles, moulures, etc.
Les maisonnettes de béguine comptent un ou deux niveaux, se présentent sur rue avec une façade pignon mais le plus souvent gouttereau, sont majoritairement dotées de lucarnes, et sont souvent précédées d’une courette ou d’un jardinet qu’un mur de clôture, percé de petites portes assez caractéristiques à arc plein-cintre, sépare de la rue. Un certain nombre de maisons ont été démolies aux XVIIIe et XIXe siècles, spécialement dans les rues Symforosastraat, Bodegemstraat et Grachtkant, les parcelles ainsi libérées servant ensuite de jardinets aux maisons attenantes. 
Des restaurations ont été effectuées en 1949 et, plus récemment, entre 1986 et 1987.

## Histoire

### Origine
On peut supposer qu’il y eut à Lierre dès le XIIe siècle, comme dans d’autres villes de Flandre, des femmes pieuses, non entrées dans les ordres, désireuses de mener une vie contemplative tout en se mettant au service des malades et des déshérités. Ces béguines, qui jusque-là n’avaient pas quitté leur foyer, se regroupèrent à la fin du XIIe en confréries, placées sous la direction d’un pasteur spirituel, où elles étaient tenues au respect de certaines règles (prières, confiteor, assistance à certains offices, etc.), mais vivaient encore dispersées. Dès que le nouvel ordre conventuel béguinal eut reçu l’agréation papale en 1216, les béguines de Lierre, ville bénéficiant depuis peu d’une charte d’affranchissement et alors en plein essor, se regroupèrent, pour mener désormais une vie claustrale, dans des convents de béguines, c'est-à-dire des maisons collectives réservées. Ces convents donnaient souvent lieu à la création d’hôtels-dieu, dont un premier exemple à Lierre fut sans doute le convent avec hôtel-Dieu de Sainte-Barbe (Sint-Barbaragodshuis), dans la Rechtestraat, près de la collégiale Saint-Gommaire. 
Trois de ces béguines, de la même fratrie et fortunées, cédèrent au convent leur bien-fonds, situé à l’emplacement de l’actuel béguinage, c'est-à-dire en dehors de la muraille d’enceinte de la ville, pour y construire un buitenconvent, un convent extérieur, sis dans un enclos réservé. Celui-ci fut autorisé en 1258, par l’évêque de Cambrai, à posséder sa propre chapelle, desservie par un curé ou par un autre prêtre, afin d’éviter aux béguines le va-et-vient continuel vers l’église Saint-Gommaire. L’année suivante, le béguinage fut habilité par le doyen à se constituer en paroisse à part entière, ayant à sa tête son propre curé, désigné par l’abbé de l’abbaye de Hemiksem ; le statut de paroisse autonome fut confirmé en droit par l’évêque de Cambrai en 1264. C’est aussi dans les années 1260 que la duchesse Adélaïde de Bourgogne, épouse du duc Henri III (1248-1261), leur offre une vieille salle de leur pavillon de chasse à l’effet de l’aménager en chapelle.

### Croissance
Le béguinage a sans aucun doute plusieurs fois changé d’apparence tout au long de son existence multiséculaire. Les premières constructions, simples masures en pans de bois ou argile, à toiture de chaume, ont fait place, à partir du XVIIe siècle, à des bâtisses en brique et à toits de tuiles ou d’ardoises. En outre, le béguinage fut par deux fois ravagé par un incendie, une première fois en 1485, où plus de la moitié des maisons, dont la Table du Saint-Esprit, furent détruites, et une deuxième en 1526, où l’infirmerie du XIIIe, en même temps que plusieurs maisons, devint la proie des flammes.  Dans le turbulent XVIe siècle, il fut incendié et pillé par les troupes de Maarten Van Rossum en 1542, puis, lors des guerres de religion, plusieurs fois endommagé ; ainsi, vers 1580, l’église fut-elle vidée de son mobilier et spoliée de ses cloches par les protestants. L’état actuel ne correspond certes pas à l’état médiéval.

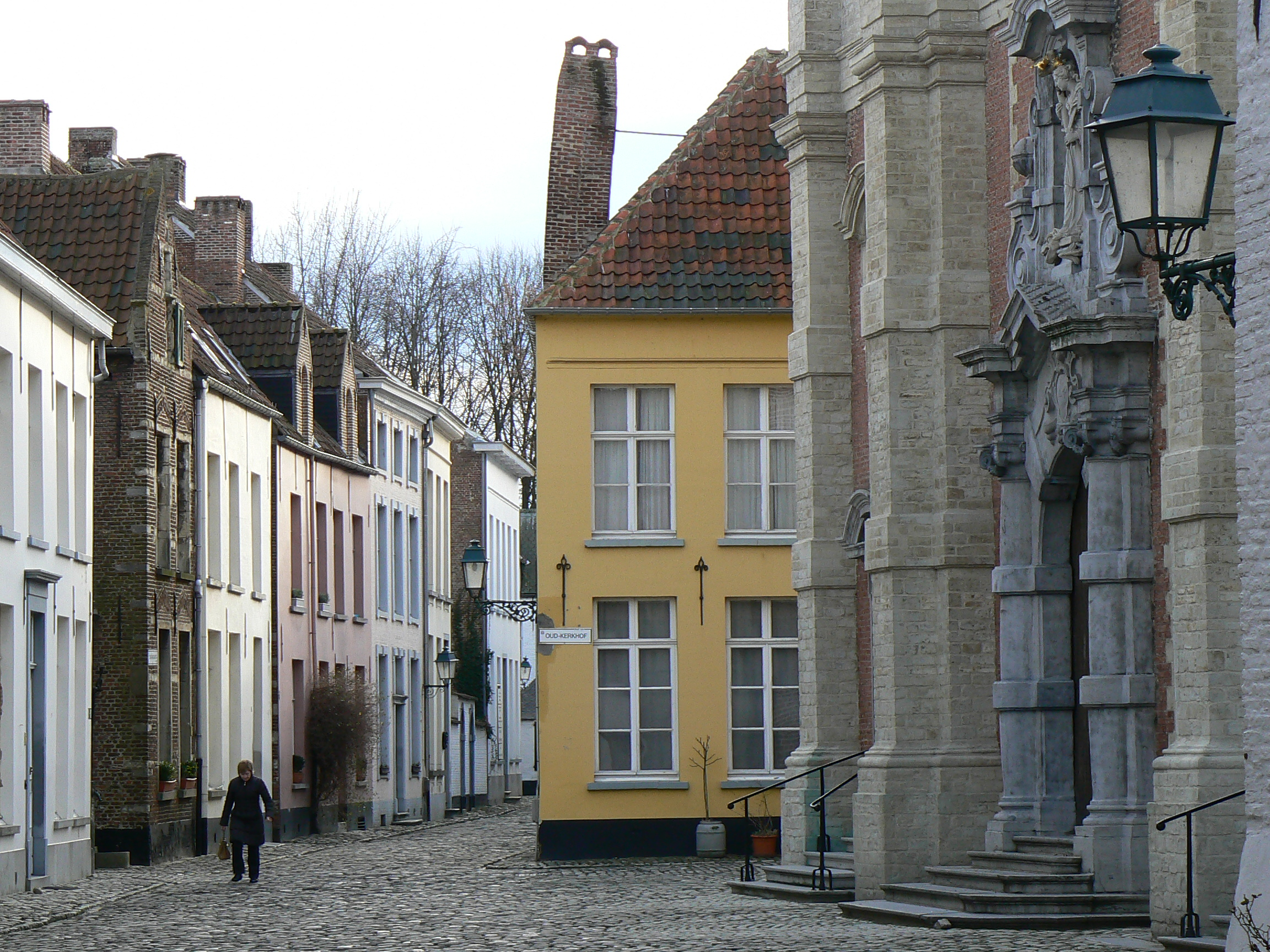
La rue Sainte-Marguerite. Façade de l'église à droite. (Coup d'œil vers le sud.)

La rue la plus ancienne est sans conteste la Margaretastraat, appelée jusqu’en 1856 Rechtestraat (litt. 'rue Droite' ; à ne pas confondre avec la Rechtestraat intra muros) ; elle se prolongeait, coupant le béguinage en deux moitiés égales suivant un axe nord-sud, depuis l’ancienne porte Rouge (Rode Poort) au nord, portail d’entrée autrefois situé environ au milieu de l’actuelle Wezenstraat, jusqu’à l’extrémité sud du béguinage, au-delà des actuelles rues Bodegemstraat et Martienushoek, et aboutissant donc à une zone alors encore exempte de toute construction. Aux premiers temps, le site ne comportait certainement pas encore de rangées de maisons accolées les unes aux autres comme c’est le cas actuellement. Des sentiers conduisaient de la Margaretastraat vers le fossé bordant le béguinage à l’est, et qui servait aux travaux textiles (lavage de la laine, blanchiment du lin, etc.) auxquels se livraient les béguines ; ces sentiers devinrent les rues et ruelles transversales Pompstraat, Bodegemstraat, Hemdsmouwken, ainsi que vraisemblablement une autre venelle, aujourd'hui disparue, au sud de l’infirmerie.
À mesure que les effectifs de béguines augmentaient, des institutions sociales se créèrent, notamment l’infirmerie (ou hôtel-Dieu) pour les béguines malades, et la Table du Saint-Esprit, sise à l’angle Symforosastraat/Martienushoek, pour les béguines moins fortunées, ― édifices déjà évoqués. Vers 1400, le site comprenait également une église, en position plus ou moins centrale, avec cimetière attenant, un noviciat, et trois maisons collectives dites convents, où plusieurs béguines vivaient conjointement : ce sont la Canterhuse, la Groethuse (Grand’Maison) et la Woemelgheemshuse (Wommelgemhuis, dans la graphie moderne). 
Situé à l’origine en dehors des murailles d’enceinte de la ville, le béguinage fut compris au-dedans des murs à la suite de l’expansion de la ville entre 1389 et 1430.
Le béguinage était souvent en conflit avec le chapitre de la collégiale Saint-Gommaire de Lierre. La paroisse de Sainte-Marguerite était fort fréquentée et faisait ombrage à l’église principale de Lierre, privant ainsi de revenus les chanoines de son chapitre.
L’apogée du béguinage de Lierre se situe dans la première moitié du XVIIIe siècle, où il compte jusqu’à 300 béguines. Adrianus Meesens, curé du béguinage de 1694 à 1715, et premier résident du nouveau presbytère de la Begijnhofstraat, eut ainsi l’occasion d’initier 150 nouvelles béguines, c'est-à-dire à un rythme de plus de sept par année. De celles-ci, 50 étaient originaires de la ville d’Anvers proche, 38 seulement de Lierre même, 18 de Bois-le-Duc (Pays-Bas), et les autres provenant pour la plupart des localités environnantes.

### Expansions successives
L’augmentation des effectifs obligea à entreprendre des extensions répétées de la surface bâtie, qui se produisirent sur les quatre côtés du béguinage à des moments différents. 
La première, opérée vers l’ouest, date du XIVe, et consista en la création de la Nieuwstraat (litt. rue Neuve), l’actuelle Symforosastraat. À l’angle de cette rue et de la rue Martienushoek se trouvait autrefois la Table, ou la Maison, du Saint-Esprit, aujourd'hui disparue. 

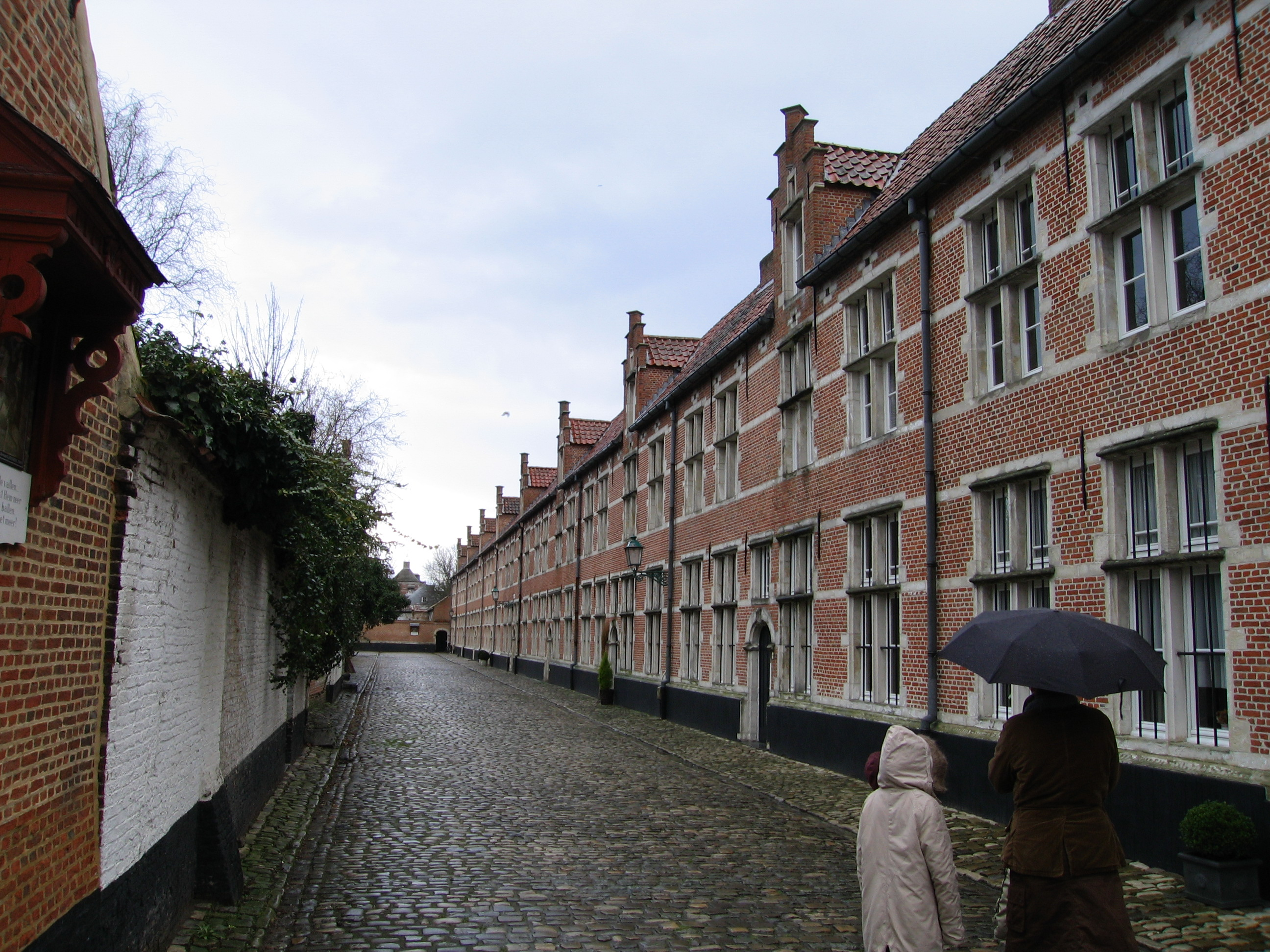
La rue Grachtkant, avec son alignement de dix maisons de béguine identiques.

L’adjonction au béguinage d’une bande rectangulaire de terrain non bâti jouxtant les remparts permit la deuxième extension, vers le sud, à la fin du XVIe siècle ; dans la moitié ouest de ce terrain nouvellement acquis fut construit le Achterste Convent, ainsi que sept maisons bordant une étroite impasse nommée Piepenholleke (disparue) ; dans la moitié est fut aménagée la rue Hellestraat (altération de Hillestraat, litt. rue de la Colline, par référence à la configuration pentue du terrain, due à la proximité des remparts), bordée au sud de cinq maisons, et au nord d’un bloc de six maisons. 
En 1676, le chemin qui, à la limite nord du béguinage, menait à l’ancien portail, puis, vers l’est, à la rivière, chemin nommé depuis 1856 Wezenstraat, fut cédé par la municipalité, contre cent florins, à la grand’dame du béguinage. En 1685, les grands’dames et le curé du béguinage firent l’acquisition, pour 4000 florins, d’une métairie située au nord du site ; sur une partie de ce terrain furent érigées vers 1690 sept maisons, ordonnées autour d’une placette nommée Kalvarieberg. Aux alentours de la même date, l’on construisit le monumental portail baroque de la Begijnhofstraat (au nord-ouest) ainsi que la porterie et l’actuel presbytère sur cette même rue. Peu de temps après apparurent les quatre maisons bordant la Wezenstraat au nord-ouest. Les nouveaux contours du béguinage dessinés par ces acquisitions ne se modifieront plus ensuite.
Sur la face orientale du béguinage, le long d’un fossé communiquant avec la Nèthe, s’étendait encore une longue étendue non bâtie, sans aucun doute exploitée par les béguines comme champ de blanchiment et pour le lavage de la laine. Cette étendue perdit son utilité après que l’industrie drapière eut périclité à Lierre et que les béguines se furent reconverties à la production de la dentelle. Le nombre d’adhésions de béguines ayant atteint son point culminant dans les années 1720, et les effectifs totalisant alors plus de 300, en croissance continue, l’on résolut d’édifier sur le bord-du-fossé (Grachtkant) une nouvelle rangée de dix maisons, toutes identiques, en style traditionnel, en plus d’une assez grande maison dans l’extrême angle sud-est, dite ’t Soete Naemke ('le Doux Nom').
D’autres travaux furent encore accomplis au XVIIIe siècle : réfection et agrandissement du Achterste Convent en 1712, rénovation et extension de l’infirmerie entre 1758 et 1760, et achèvement de la façade de l’église, commencée le siècle précédent, entre 1765 et 1767.

### Déclin
Comme pour beaucoup d’institutions religieuses, la Révolution française fut fatale au béguinage. Les révolutionnaires français firent leur entrée à Lierre le 20 novembre 1794. Le béguinage fut alors fermé et les béguines dispersées. Les biens des béguines furent confisqués et vendus à l’encan ; l’église notamment, qui servit de Temple de la Loi durant quelques années, et dans laquelle fut célébrée, le 10 mars 1799, la Fête de la souveraineté du peuple, faillit être la proie d’un revendeur malinois, alléché au premier chef par la quantité de cuivre que comportaient la gouttière et la couverture du clocher et des grimpants chantournés de la façade, mais un Lierrois put de justesse racheter l’église et la préserver de la démolition, pour la restituer plus tard, en 1813, aux béguines, par disposition testamentaire ; de même, plusieurs maisons, et quantité de pièces de mobilier furent rachetées par des Lierrois sympathisants. Cependant, d’autres maisons, ainsi que l’infirmerie, s’en allèrent à la Commission des Hospices civils. À la suite du Concordat, les béguines furent de nouveau autorisées à porter leur habit, et l’église recouvra son statut d’église annexe à la collégiale Saint-Gommaire.
Au milieu du XIXe, l’infirmerie, devenue par trop grande pour le petit groupe de béguines encore restantes, fut réaffecté en orphelinat de filles (1855). Cependant, les effectifs continuèrent de décliner inexorablement, atteignant le chiffre de 67 en 1925, c'est-à-dire vers l’époque où séjournait au béguinage l’écrivain lierrois Felix Timmermans. Ce dernier popularisa le béguinage par ses œuvres et contribua ainsi à sa revalorisation, et n’est sans doute pas étranger à sa bonne préservation actuelle. 
Les maisonnettes laissées inhabitées par les béguines sont peu à peu, au cours des XIXe et XXe siècles, utilisées pour héberger des particuliers, pour servir de bâtiment scolaire, etc. Aujourd’hui, le béguinage, librement visitable, est occupé par des résidents ordinaires, des artistes, qui en apprécient l’atmosphère, ou par des associations culturelles, galeries, clubs de photographie etc. La dernière béguine, sœur Agnes, est décédée en 1994.

## Aspects économiques
Les béguines tenaient à vivre de leur travail. L’idéal béguinal implique la frugalité, non l’indigence. Dans les premiers siècles du béguinage, lorsque les industries drapière et linière étaient florissantes à Lierre et faisaient la renommée de cette ville, le travail habituel des béguines lierroises consistait dans le lavage et le blanchissement de la laine et du lin ; à cet effet, un fossé, alimenté par la Nèthe, avait été creusé le long de la limite orientale du béguinage. Après que ces industries eurent périclité à Lierre, les béguines s’adonnèrent à la production de dentelle et à des travaux de tricot et de couture.
La Table du Saint-Esprit, qui occupait une maison autrefois sise à l’angle des rues Martienushoek et Symforosastraat et démolie dès avant 1828, était une institution du béguinage, distincte et indépendante de l’institution du même nom située en ville, qui prenait soin des béguines démunies ou d’autres habitants pauvres du béguinage et se trouvait placée sous l’autorité de deux maîtresses dites du Saint-Esprit. Ses moyens financiers lui venaient de dons et de fondations, la plupart du temps sous forme de rentes et de loyers perçus sur des maisons ou sur des terres jadis offertes par des personnes charitables. Il n’est pas improbable qu’une partie de la maison du Saint-Esprit elle-même fût mise en location pour aider à alimenter la caisse de la fondation.

## Inventaire
Pour permettre de localiser aisément les différents édifices sur le plan ci-haut, la numérotation adoptée par ce plan sera reprise dans les lignes qui suivent, et indiquée entre parenthèses.

### Portails

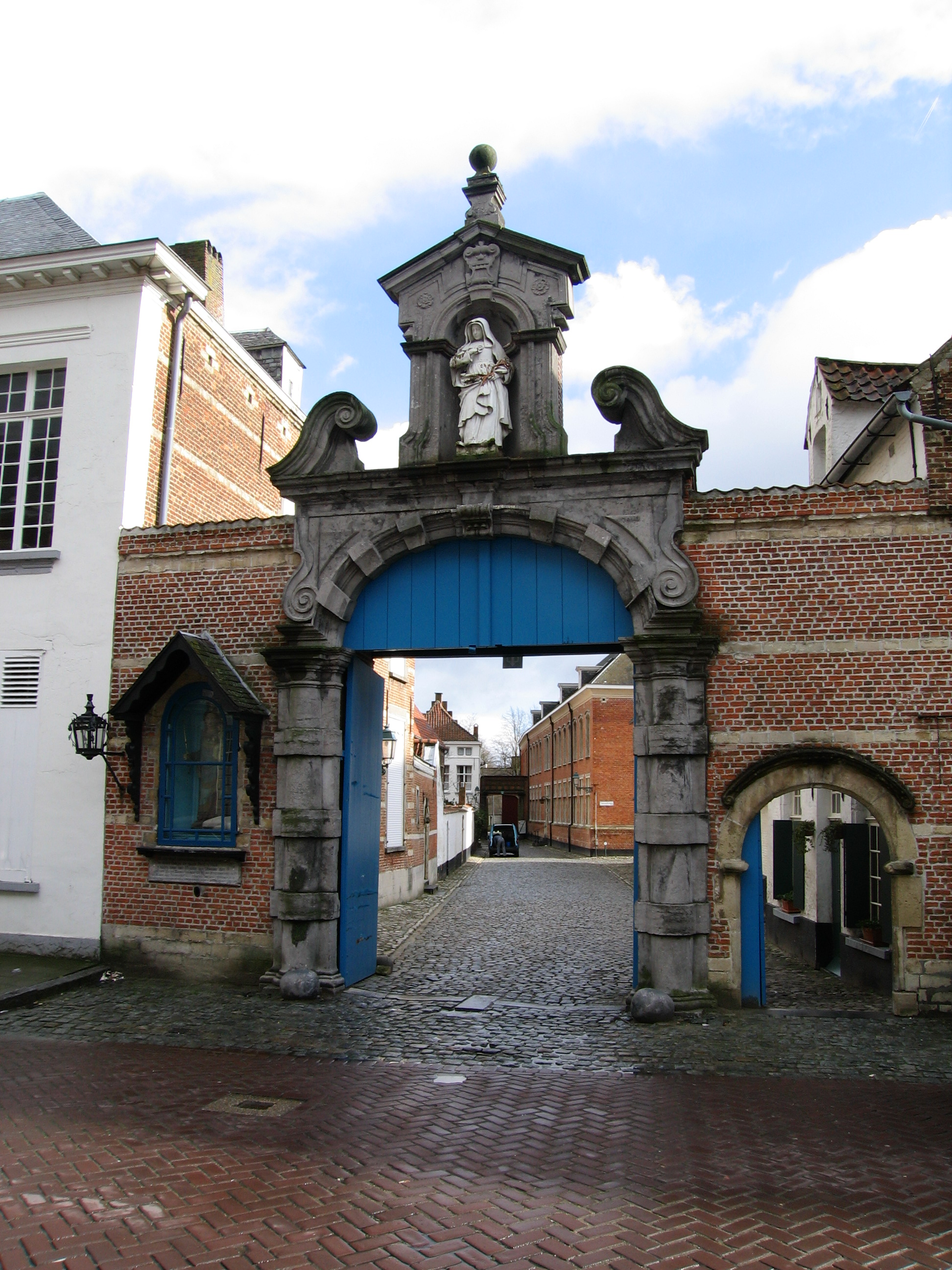
Portail d'entrée sur la Begijnhofstraat.

Trois portails donnent entrée au béguinage. Au demeurant, celui-ci est aujourd’hui encore entièrement clos, soit par le mur arrière aveugle des constructions, soit par un mur de clôture de brique sur soubassement goudronné, ainsi que le voulait une prescription d’hygiène au Moyen Âge. 
Le monumental portail de la Begijnhofstraat, de style baroque, barrant la Wezenstraat sur le flanc occidental du béguinage, fut construit vers 1690 et se compose d’une porte cochère centrale en pierre, flanqué à droite d’un mur de brique percé d’une porte piétonne, faisant office de guichet de nuit, et à gauche d’un mur de brique également dans lequel se trouve encastrée une niche à arc plein-cintre sous auvent de bois hébergeant une statue de Notre-Dame-de-Recouvrance de la fin XIVe et ornée sur sa gauche d’un lampadaire de fer forgé créé par le ferronnier d’art Louis Van Boeckel. L’arcade cochère centrale, en anse de panier, flanquée de volutes, repose sur des colonnes ¾ profilées à bossage 1 sur 2, et est surmontée d’un fronton à ailerons, au centre duquel se dresse un édicule à niche où est logée une statue de sainte Begge, œuvre (1777) de l’artiste anversois M.-J. d’Heur. L’accès était autrefois contrôlé par deux béguines-concierges, dont la maisonnette se dresse à droite de la porte de nuit.
Le portail barrant la Wezenstraat à l’est, portail appelé Beemdpoort (beemd = prairie basse, plaine humide, gén. au bord d’une rivière), se trouve serré entre la vaste bâtisse de l’infirmerie au sud, et la maison dite Ancien Presbytère, une des sept constructions bordant la placette du Mont-Calvaire, au nord. Il s’agit d’un pseudo-portique en brique vitrifiée, à arc surbaissé, sous appentis, flanqué de pilastres côté intérieur.
Le troisième portail, appelé parfois Vestpoort (vest = rempart) termine la rue Sainte-Marguerite à son extrémité sud et donne directement sur les remparts.
Une quatrième issue enfin existe : une simple porte piétonne dérobée à l’extrémité nord de la rue Grachtkant, qui permet de quitter le béguinage par l’est et de rejoindre le bord de la Nèthe.

### Église Sainte-Marguerite

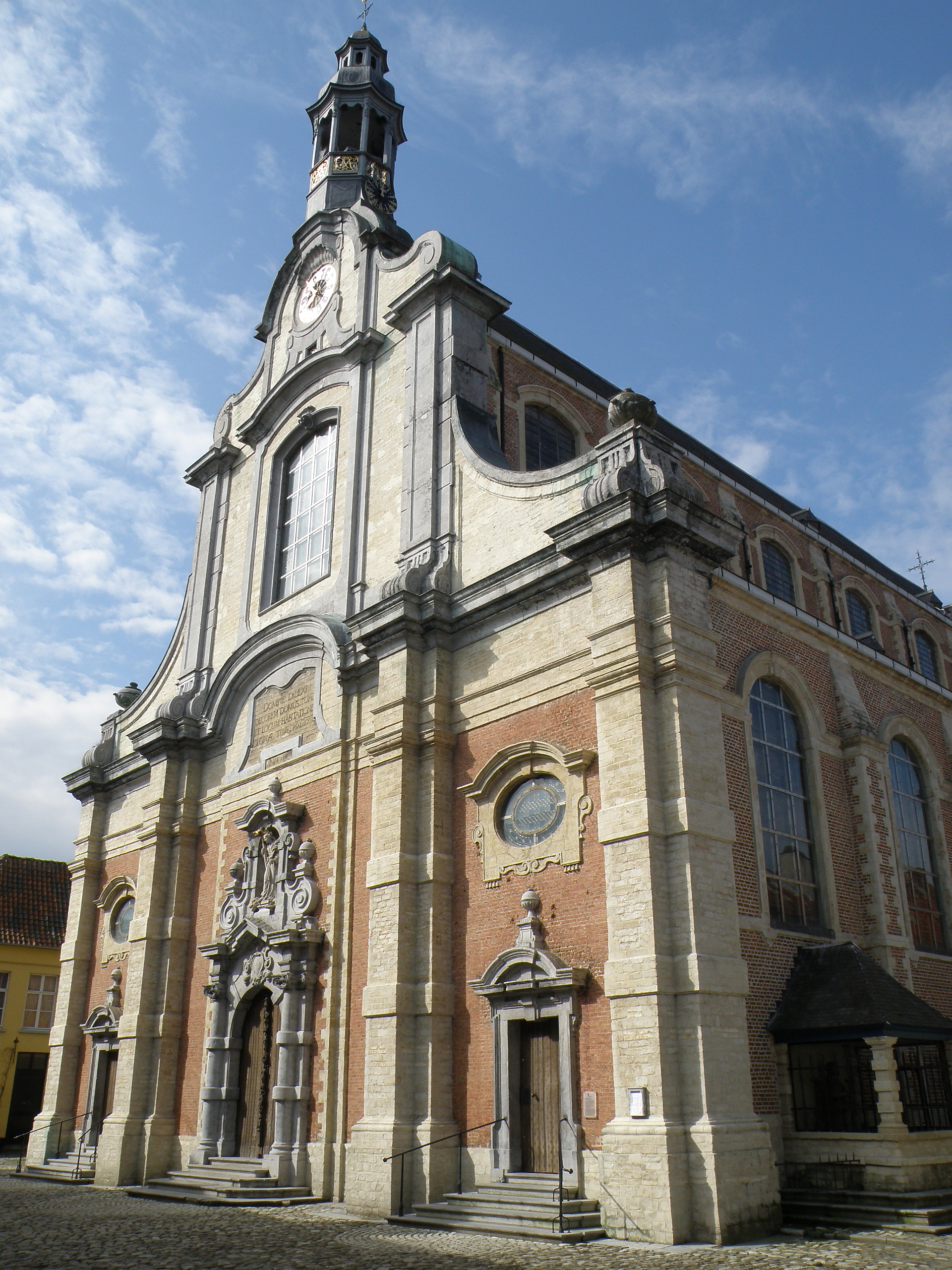
Église Sainte-Marguerite, façade.

L’église Sainte-Marguerite (d’Antioche), en néerl. Sint-Margaretakerk, de style baroque, de plan basilical sans transept, fut édifiée entre 1664 et 1666. Elle vint remplacer l’ancienne église, utilisée jusqu’à cette date, mais devenue trop exiguë et vétuste, et dont par ailleurs on ignore tout, sinon qu’elle devait être plus petite que l’actuelle, et se situer sur le même emplacement. Auparavant, les offices se célébraient dans une « vieille salle », appartenant autrefois à un pavillon de chasse probablement situé au même endroit, offerte dans les années 1260 par la duchesse de Brabant Adélaïde et aménagée en chapelle ; il s’agissait probablement d’une chapelle de manoir, desservie par un chapelain, phénomène courant à l’époque.
Les travaux de construction, menés sous la direction des maîtres artisans Louis Kest et Jan De Winter (l’auteur des plans reste inconnu) prirent fin en 1666, sans que la façade principale (tournée vers l’est, l’église n’étant pas, contrairement à son prédécesseur, orientée) eût été complètement achevée, très vraisemblablement par manque de moyens financiers. L’édifice fut consacré en 1671 par l’évêque d’Anvers et placée sous le vocable de sainte Marguerite d’Antioche. L’église, faite entièrement de brique mais agrémentée de pierre pour les chambranles, bandeaux, chaînes d’angle etc., est aujourd'hui église secondaire de la paroisse lierroise de Saint-Gommaire. 

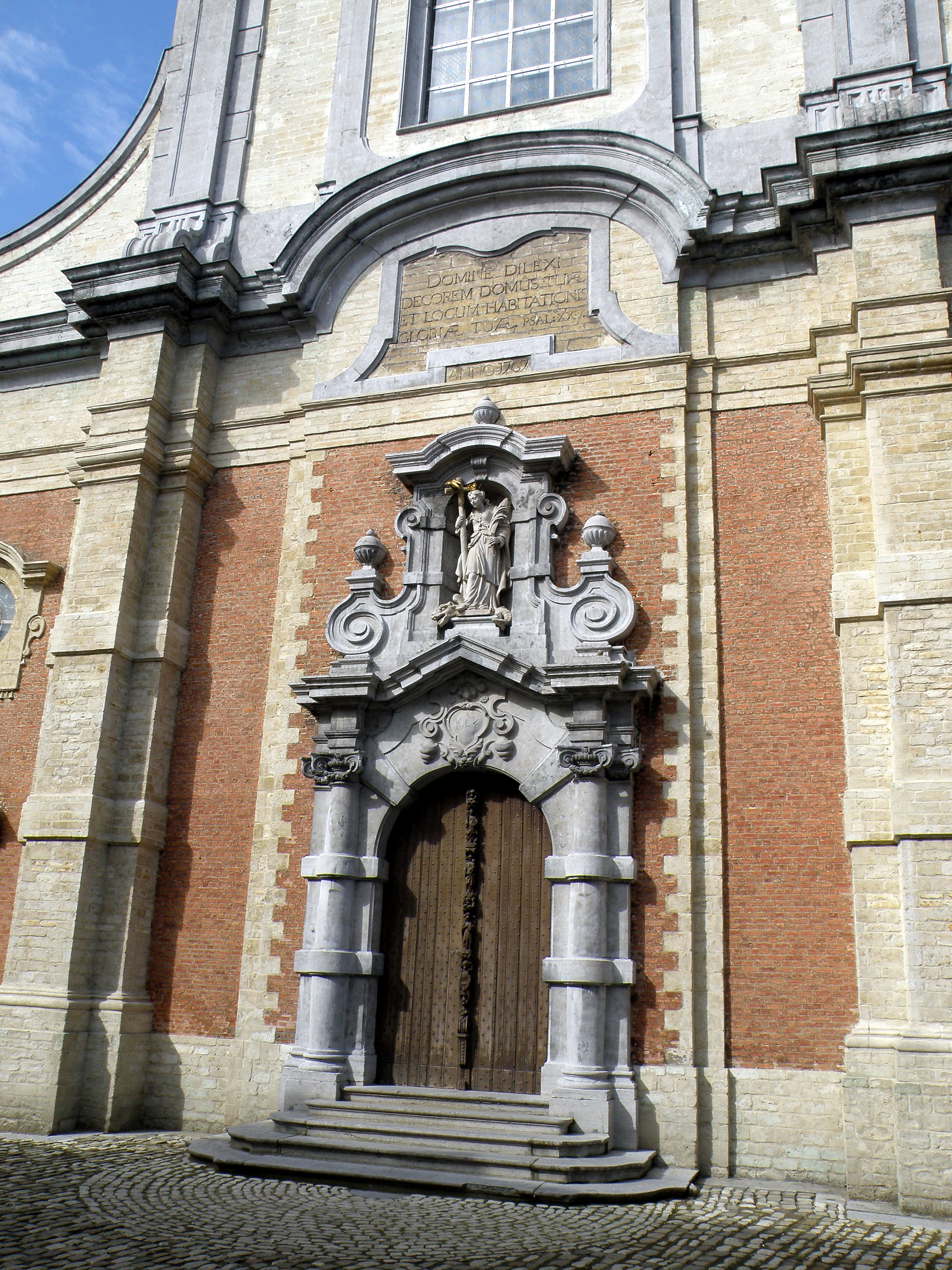
Portail d'entrée de l'église.

La façade fut finalement achevée en 1765, selon les plans d’Engelbert Baets, qui en dessina la partie supérieure ainsi que le clocheton octogonal à claire-voie posé sur le sommet cintré du pignon. Bien que neveu et disciple de l’architecte rococo anversois Jean-Pierre van Baurscheit le Jeune, Baets penchait à cette époque vers le néo-classicisme, et s’efforça de combiner le rococo (pignon, couronnement de la façade) et le classicisme (clocheton ajouré) ; une rupture de style reste cependant perceptible entre les parties inférieure et supérieure de la façade. Telle quelle, celle-ci séduit par le jeu des différents types de matériau utilisés (brique rouge, pierre bleuâtre ou jaunâtre) et par les effets de relief que crée la juxtaposition de champs en saillie et en retrait. L’articulation de la façade en trois travées, soulignée par des pilastres annelés, reflète la structuration en trois vaisseaux de la nef. Lesdits pilastres supportent une corniche profilée, au-dessus de laquelle se dresse la partie supérieure, flanquée de pilastres en creux et d’ailerons monumentaux, et percée d’une grande baie à arc surbaissé, marquée par une corniche. Au-dessus, le pignon s’achève par une horloge couverte d’une coquille rococo. Le portail d’entrée, richement orné, est flanqué de colonnes demi-engagées annelées se terminant par des chapiteaux doriques, lesquels supportent un entablement profilé présentant en son centre un arc en mitre ; le portail est surmonté d’un édicule à niche, enserré entre des ailerons en volute, dans lequel est logée une statue de sainte Marguerite, œuvre de D’Heur.
Les murs latéraux, plus sobres que le mur de façade, reflètent, par leurs baies à arc plein-cintre (ou surbaissé, dans l’élévation du vaisseau central), et par les contreforts qui les séparent, les six travées que compte la nef. Entre la dernière travée et le chevet, composé d’une travée et d’une fermeture semi-circulaire, se détache, sur le flanc sud, une tourelle à escalier dans-œuvre. À signaler enfin, en ce qui concerne l’extérieur, un édicule sur socle de grès, couvert d’un toit en croupe sur piliers à bossages, abritant un Ecce Homo, statue en argile cuite datant du 2e quart du XVIIe siècle. 
L’intérieur baroque joue sur le contraste entre la pierre nue des éléments constructifs et les surfaces enduites. Le vaisseau central, nettement plus haut que les collatéraux, en est séparé par des arcs formerets plein-cintre reposant sur des colonnes doriques. Le couvrement tant des trois vaisseaux que du chœur est en voûtes d’arêtes, avec épaisses arêtes de pierre, retombant sur des consoles à mascaron, et avec clefs de voûte dorés fleuronnés.
Le mobilier constitue un ensemble homogène et comprend : des peintures (notamment retable de Jean-Érasme Quellin le Jeune), des sculptures (d'Artus Quellin (1625-1700), L. Willemsens et J. Gerrits), de la ferronnerie d’art conçue par Gerrits et exécutée par Louis Van Boeckel, un maître autel baroque ayant toutes les apparences du marbre blanc, mais en réalité en bois peint (1711), des autels latéraux du XVIIe, une chaire en chêne du XVIIIe, des confessionnaux en chêne sculpté du XVIIe, des orgues de 1723, par Jean-Baptiste Forceville.
Les douze vitraux des collatéraux sont de la deuxième moitié du XIXe, certains placés par le vitrailler Capronnier.

### Convents
Le terme (néerlandais, d’origine latine) convent s’applique aux maisons collectives où, dans les débuts du mouvement béguinal, les femmes pieuses allaient se loger pour mener une vie communautaire. Lorsque les béguines se furent installées dans des enclos séparés ― les béguinages ―, le terme servit à désigner des maisons hébergeant plusieurs béguines à la fois, soit des novices, soit des béguines professes (déjà initiées) indigentes.

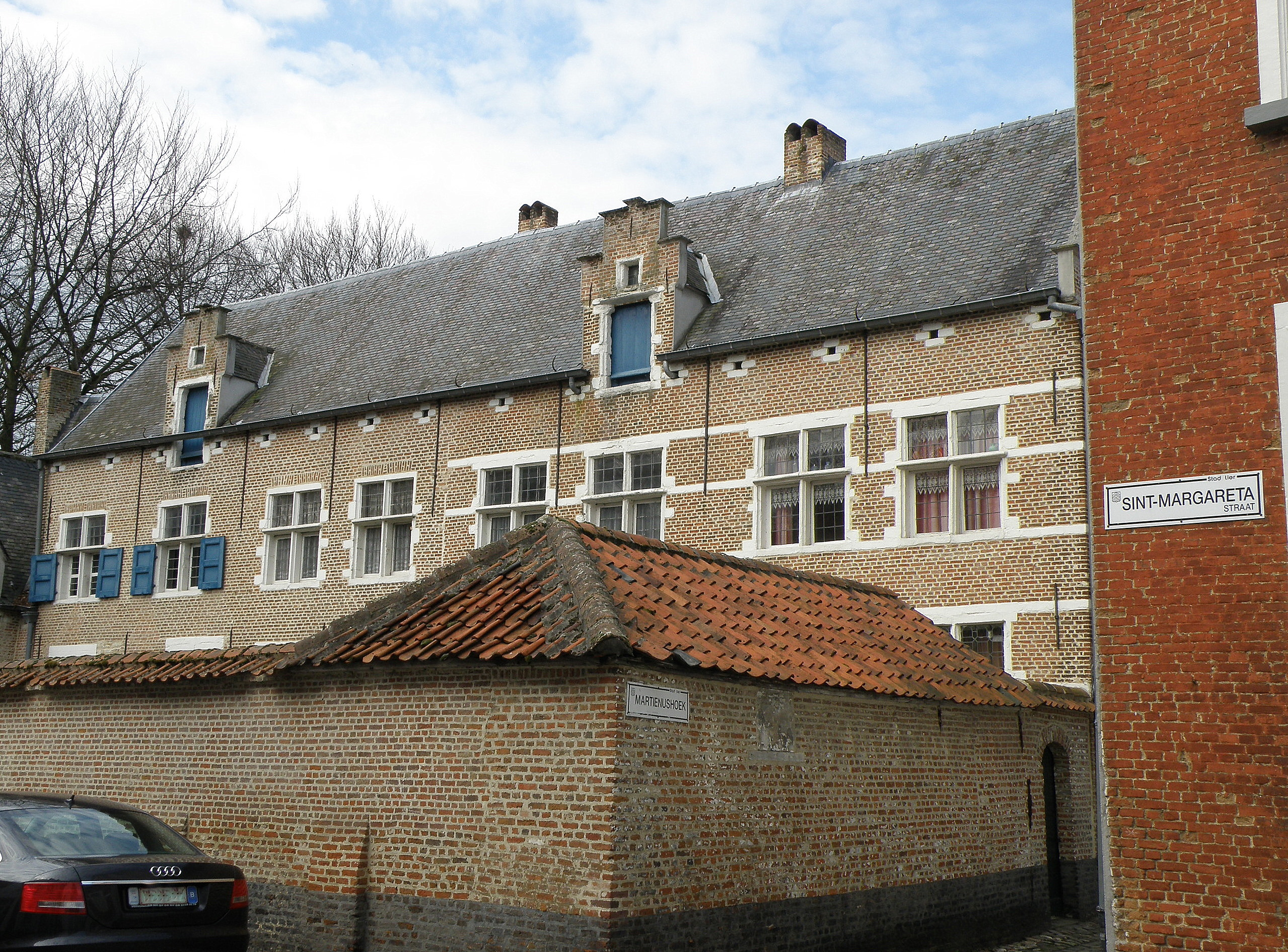
Le Achterste Convent.

L’on a connaissance jusqu’au XIXe siècle de deux convents dans le béguinage de Lierre. Il y eut aux actuels no 16 et 18 de la Margaretastraat le Voorste Convent (Convent de devant) appelé aussi Eerste Convent (Premier Convent), ou encore Oud-Convent (Vieux Convent), aujourd'hui disparu, dont le nom se réfère à sa situation géographique (c'est-à-dire le plus proche, le premier que l’on rencontre en venant du portail d’entrée) et non à sa date de création, convent qui fut démoli et remplacé vers 1830 par deux maisons identiques (à l’enduit près) contiguës, de trois travées chacune, resp. la maison Sint-Thomas (de 1827) et la maison Sint-Franciscus de Paula (néerl. stand. Franciscus van Paola, saint François de Paul) de 1833 (40). Une petite annexe du Vieux Convent a cependant été conservée : elle se situe derrière la maison no 16 de la Symforosastraat.
Le Achterste Convent (litt. Convent d’arrière) ou Tweede Convent (Deuxième Convent), nommé ainsi par opposition au Voorste Convent, est le seul convent encore existant dans le béguinage de Lierre. Sa construction daterait de 1595, et ferait suite ― avec quelque retard, sans doute en raison des troubles religieux ― à une donation testamentaire de 1572, tendant à la création d’un convent pour sept béguines. En 1712, le convent connut une réfection et un agrandissement, opération par laquelle trois maisons auparavant séparées furent regroupées en un seul édifice. Le convent fut supprimé et exproprié en 1798 par les révolutionnaires. Dans les années 1930, il fut complètement remanié et découpé en plusieurs petites maisons. Le bâtiment, tel qu’il se présente actuellement, se compose d’une aile de huit travées et deux niveaux, en style traditionnel local, fait de brique agrémenté de pierre (bandeaux, trous de boulin, chambranles etc.), percée de baies à meneaux, et couverte d’une toiture à bâtière interrompue de deux lucarnes à redens, et d’une deuxième aile, à un seul niveau, placée d’équerre à la première, dotée, côté rue, d’un pignon à redens.

### Infirmerie
L’infirmerie, c'est-à-dire l’hôpital, fut fondé au XIIIe siècle à l’usage de béguines malades ou âgées et devint la proie des flammes en 1542. Consistant, au milieu du XVIIIe, en trois maisons distinctes sises dans la Wezenstraat, il fut remplacé par le sobre complexe actuel, construction de brique avec usage parcimonieux de pierre pour les chambranles, trous de boulin, moulures etc., composée de deux ailes placées à l’équerre, chacune de deux niveaux, l’une de vingt travées, sur la Wezenstraat, l’autre de six travées, sur la Margaretastraat. À l’aile de la Margaretastraat est accotée au sud une chapelle, constituée d’une nef rectangulaire de deux travées, couverte de voûtes d’arêtes, se prolongeant à l’est par un chœur à trois pans, et pourvue d’un clocheton. Sous la domination française, l’édifice passa aux mains de la Commission des Hospices civils, mais continua à faire office d’hôpital. En 1855, le bâtiment fut jugé trop vaste pour les cinq béguines restantes ; celles-ci furent transférées vers une maison sise Oud-Kerkhof, et le complexe fut converti en orphelinat pour filles. Ravagé par un incendie en 1970, il a été restauré dans les années qui suivirent et réaménagé en immeuble à appartements.

### Demeures de béguines professes et presbytère
Chacune de la centaine de maisons que compte actuellement le béguinage sera au moins mentionnée ; celles qui sous quelque aspect méritent une attention particulière seront décrites avec un plus ample détail. Pour permettre de les localiser facilement sur le plan ci-haut, la numérotation adoptée par ce plan sera reprise ici et indiquée entre parenthèses, en même temps que le nom traditionnel de la maison.
Wezenstraat (litt. rue des Orphelines) 

Le presbytère actuel, sis en fait au no 25 de la Begijnhofstraat (maison 1 du plan), à gauche du portail d’entrée, mais bordant par sa façade latérale la Wezenstraat, date vraisemblablement des alentours de 1690, et était à l’origine constitué de deux corps de bâtiment à pignon, mais transformée vers 1800 et pourvue, côté rue, d’une façade gouttereau néo-classique enduite et peinte.

La conciergerie (6), néerl. Portieressenhuis, à droite du portail, édifiée vers 1690 également, était jadis habitée par deux béguines-concierges chargées de l’ouverture et de la fermeture du portail.

La maison Sint-Merten (Saint-Martin) (7) avait autrefois sa façade avant (avec jardinet) tournée vers le Oud-Kerkhof, mais fut remaniée vers 1765 de façon à lui donner sur la Wezenstraat une nouvelle façade avant à mur gouttereau avec jolie lucarne à fenêtre ronde. Elle servit de bâtiment scolaire à la fin du XIXe siècle. 

Au nord se côtoient quatre maisonnettes (2 3 4 5) datant du dernier quart du XVIIe, d’un étage, en brique et grès, les deux premières dotées d’une lucarne, et chacune précédée d’un jardinet qu’un mur de clôture, percé d’une petite porte à anse de panier, sépare de la rue.
Kalvarieberg (Mont-Calvaire) 

Il s’agit d’une impasse adjacente à la Wezenstraat et se terminant par une placette, le tout formant excroissance au nord-est du béguinage. Auparavant verger, il fut adjoint au béguinage en 1690, dont c’est aujourd'hui sans doute la partie la plus pittoresque. Les maisonnettes qui bordent la ruelle et la placette sont à façade gouttereau, de un ou deux niveaux, pour certaines dotées d’une lucarne, et précédées toutes d’un jardinet clos par une palissade. Le mur aveugle que les deux maisons situées à l’est sur la placette (14 et 15) comportaient autrefois sur la Schapekoppenstraat, a été transformé en façade à la fin du XIXe siècle ; l’une d’elles, dénommée De martelaars van Japoniën (14), les Martyrs du Japon, par allusion aux persécutions qu’eurent à souffrir les premiers chrétiens japonais au début du XVIIe, et du reste très transformée, mais gardant semble-t-il un bâti central ancien, fait office de café-restaurant.  
Il y a des raisons de supposer que la grande bâtisse dite Ancien Presbytère (De oude Pastorie)(16), faisant l’angle de la Wezenstraat et s’étendant jusqu’aux limites est du béguinage, où elle est attenante à la Beemdpoort, remonterait à 1448, date à laquelle, selon les documents anciens, fut bâti un nouveau presbytère, pour remplacer celui situé alors plus au nord, en dehors du béguinage, et détruit par le feu au XIVe. Le bâtiment servit de presbytère jusqu’en 1683, date d’achèvement du nouveau presbytère de la Begijnhofstraat, après quoi il fut utilisé comme logement de béguines, et accueillit même, pendant une trentaine d’années au XIXe, des salles de classe, le bâtiment étant alors souvent habité par des institutrices. L’édifice actuel se compose de trois corps de logis : deux à l’est, dont les façades ― l’une à redents fort typique, l’autre à croupe ― sont tournées vers la Nèthe, et un troisième, perpendiculaire aux deux premiers, résultant du remaniement au XIXe d’une construction du XVIe, et présentant sur le Kalvarieberg une façade gouttereau chaulée assez ordinaire. 
Sint-Margaretastraat (rue Sainte-Marguerite) 

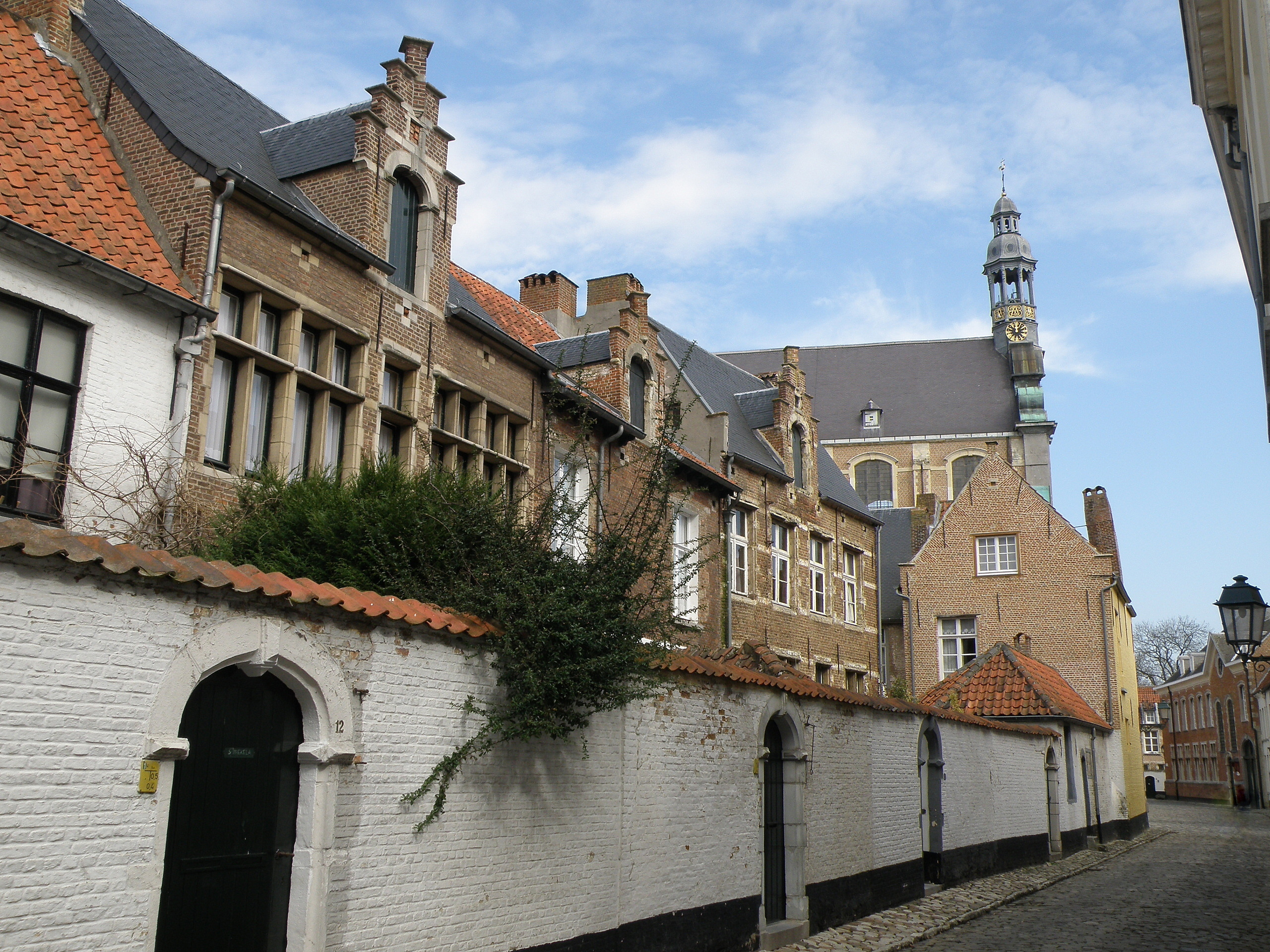
La rue Sainte-Marguerite, côté ouest (coup d'œil vers le nord).

C’est la voie centrale du béguinage, en plus d’être la plus ancienne. Orientée grosso modo du nord au sud, et légèrement recourbée, elle divise le site en deux parties plus ou moins égales ; la moitié orientale est striée de ruelles qui, partant de la Margaretastraat à angle droit, s’en vont vers le fossé qui délimitait autrefois le béguinage à l’est, et permettaient ainsi aux béguines d’y vaquer à leurs occupations de blanchisserie ou de lavage de la laine. La rue est fermée au sud par la Vestpoort, déjà évoquée, consistant en un mur de brique percé d’une arcade en anse de panier à piédroits de pierre, et l’était au nord, jusqu’à la fin du XVIIe, par la Rode Poort. La rue s’élargit quelque peu, pour former une façon de place ou de parvis, à la hauteur de l’église Sainte-Marguerite, dont la façade baroque est l’élément le plus accrocheur de la rue. L’autre élément saillant est le Achterste Convent, déjà décrit. Pour le reste, les maisons sont en général de facture sobre, quoique variée. Plusieurs sont dotées à l’avant d’un jardinet.
 
La maison au no 11, dite De Onbevlekte Ontvangenis (l’Immaculée Conception) (22), à façade gouttereau enduite, longue de trois travées, datant du XVIIe, mais remaniée au XIXe, se prolonge à l’arrière de deux corps de logis perpendiculaires à la rue et présentant vers l’est leurs deux pignons d’inégale hauteur. Cette maison fut popularisée par un roman autobiographique de 1874, intitulé Ernest Staes (dont il existe une traduction française), de l’avocat-écrivain Anton (dit Tony) Bergmann ; en effet, la maison, comme quelques autres dans le béguinage, servait à une institutrice pour y tenir ses classes, qu’elle appelait (en français) établissement pour l’éducation des deux sexes, et que l’auteur avait fréquentées.
 
Les maisons sises aux no 6 et 8, nommées respectivement De Wijngaert des Heeren (la Vigne du Seigneur)(35) et St.-Bruno (36), à façade gouttereau de brique et pierre, longue de resp. quatre et trois travées, datent du XVIIe et sont séparées de la rue par des jardinets clos d’un mur de clôture peint en blanc et percé de petites portes à arc en anse de panier. Les jouxte la maison no 10, De Dry Coningen (les Rois mages) (37), laquelle est une reconstruction de 1938 (d’où l’apparence neuve de l’appareil) en style néo-traditionnel d’une maison du XVIIe, plus réduite, démolie à la fin du XVIIIe.

De Gestolen Live Vrouw (la Madone volée) est le nom donné à la maison de brique du no 2, sise à l’angle de la Wezenstraat, qui remonte au XVIIe (33). Ce nom lui viendrait d’une statuette de la Vierge dérobée de sa façade à la fin du XVIIe. 

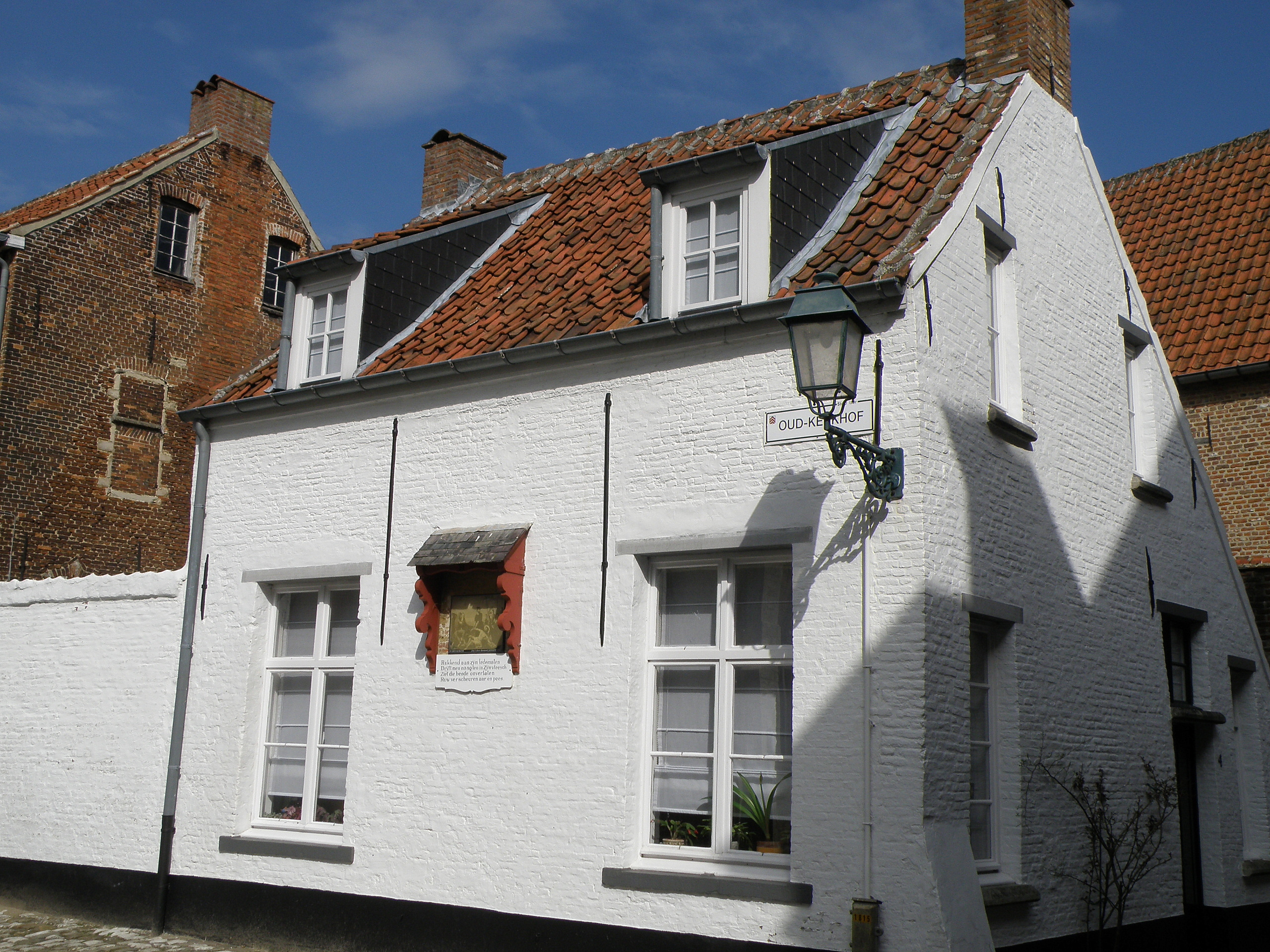
Maison Sainte_ursule, à l'angle des rues Sainte-Marguerite et Oud-Kerkhof. Remarquer, contre le mur de façade, une des stations du chemin de croix.

À signaler encore : le no 9 (21), dit De Trouw van Sint-Joseph (la Fidélité de saint Joseph), maison de cinq travées et un étage, à enduit blanc, qui remonte au XVIIe, mais fut entièrement remaniée vers 1839, pour lui donner son aspect actuel ; le no 25 (30), dit De vijf wondekens (les Cinq Blessures), remontant probablement au XVIIe, mais adapté aux XVIIIe et XIXe siècles (la maison est évoquée dans une des nouvelles de Het keersken in de lanteern, de F. Timmermans) ; le no 12 (38), Sint-Thecla, maison à trois travées et jardinet de devant, datée du XVIIe, et utilisée après 1820 comme École de pauvres du béguinage ; au no 17 (25), la maison Den Rozenkrans (la Couronne de roses), du XIXe, remplaçant une maison datant du XVIIe à l’origine précédée d’un jardinet ; au no 13 (23), maison dont le bâti central date du XVIIe mais à laquelle on a donné un aspect XIXe, issue de la réunion, en un seul édifice de quatre travées et un étage, de deux corps de logis autrefois séparés, l’un nommé Maria Magdalena De Pazzi (nom actuel) et l’autre Den Goede Herder (le Bon Pasteur) ; au no 7 (20), maison du XVIIe, anciennement connue comme Huis van de Costersen (maison des marguillières), actuellement dénommée Sint-Felicitas (Sainte-Félicité), qui fut jusqu’en 1798 le logis des béguines sacristaines ou sacristaines adjointes ; au no 29 (32), O.-L.-Vrouwe-Boodschap (l’Annonciation), maison du XVIIe, à deux ailes placées d’équerre et enserrant un jardinet où se trouve une ancienne pompe en pierre du XVIIe ; au no 1 (17), c'est-à-dire attenant à l’infirmerie, maison dite Sint-Dorothea, remontant au XVIIe, mais remaniée fin XVIIIe ; au no 3 (18), ayant probablement formé avec sa voisine le no 1 un seul corps de logis jusqu’à la fin XVIIIe, la maison dite O.-L.-V.-van-Zeven-Weeën (Notre-Dame-des-Sept-Douleurs), du reste très semblable à sa voisine du no 5 (19), dite Sint-Cornelis, également de trois travées et au bâti central pareillement du XVIIe ; la maisonnette sans étage sise à l’angle du Oud-Kerkhof (Sint-Margaretastr. no 4), dénommée St.-Ursula (34), datant du XVIIe, mais remaniée ultérieurement ; aux no 19 et 21, maisons semblables et contiguës, du XVIIe, modifiées au XVIIIe, dénommées St.-Christoffel (Saint-Christophe)(26) et Maria Visitatie (Marie-de-la-Visitation) (27), de deux et trois travées resp., à étage, précédées d’un jardinet délimité par un mur percé de petites portes plein-cintre ; au no 14 (39), Isabella, du XVIIe, à un étage avec lucarne, précédée d’un jardinet accessible par une porte en anse de panier dans le mur de clôture ; au no 27 (31), maison dite Sint-Ignatius (Saint-Ignace), occupant l’angle de la Hellestraat, de trois travées, à façade enduite, datant de la fin du XVIIIe, et ayant servi à héberger trois béguines ; enfin, au no 15 (24), maison dite St.-Rosalia, de fin XVIIIe, à trois travées, avec quelques ornements not. Louis XVI, ayant hébérgé jusqu’à quatre béguines. 
Oud-Kerkhof

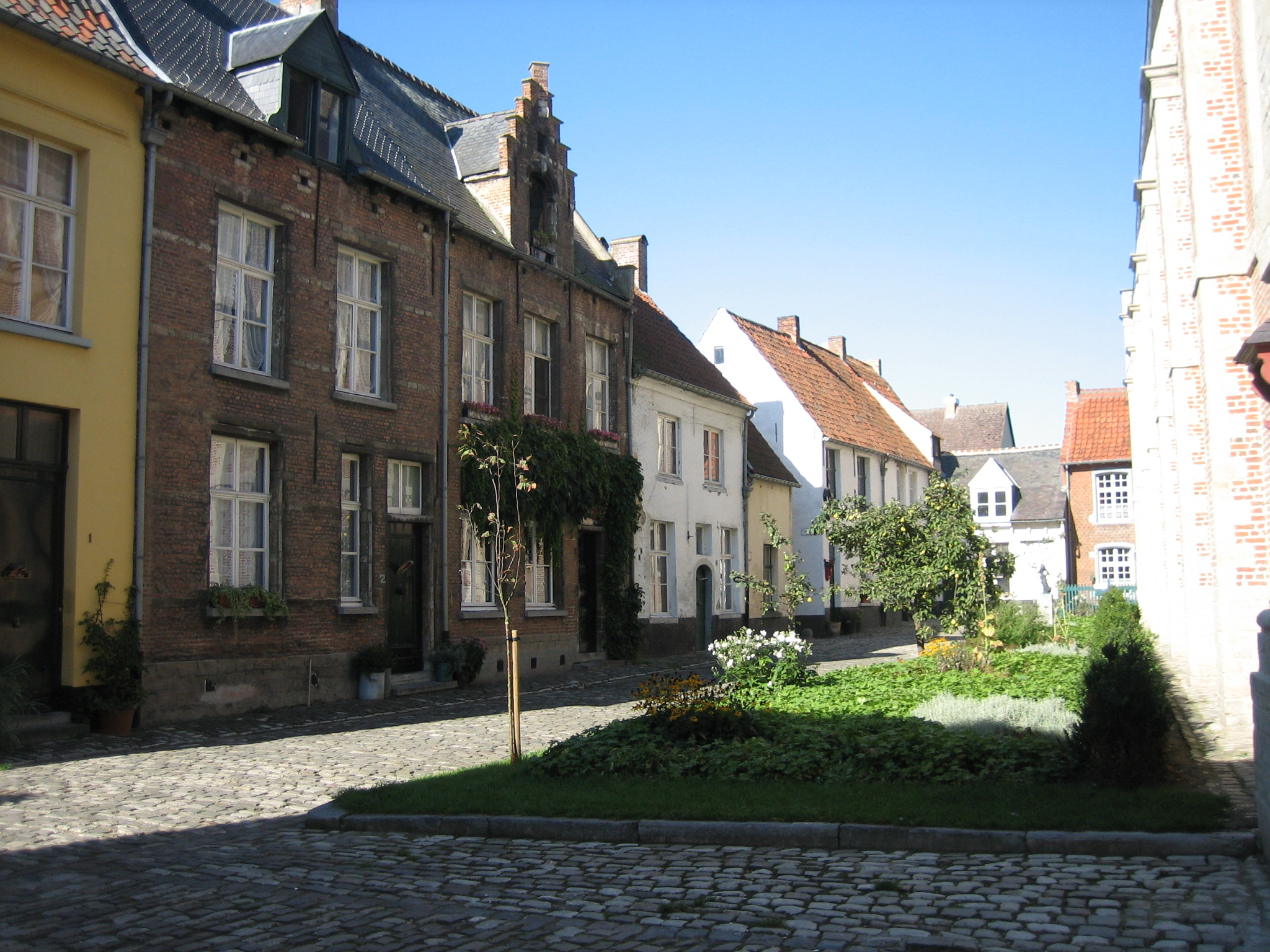
Côté sud de la rue Oud-Kerkhof.

(Vieux- ou Ancien-Cimetière, ces deux rues ayant été aménagées à l’emplacement de l’ancien cimetière, lequel fut supprimé en 1784 par décret des autorités autrichiennes)
Ces deux rues pavées sont en réalité aujourd'hui la partie nord et sud d’une place au milieu de laquelle se dresse l’église du béguinage. 
Les constructions d’intérêt sont : au no 7 (84), au bout de la rue sud, la maison dite Den Verdroncken Franciscus (Saint-François-le-Noyé, dénomination inexpliquée à ce jour ; autre nom : Saint-Charles-Borromée, plus récent, prob. de la mi-XIXe), de trois travées sans étages, à corniche sur modillons, remontant au XVIIe quant au cœur de son bâti, mais rénovée ultérieurement, comptant autrefois cinq foyers pour deux habitantes, signe d’un statut élevé ; au no 8 (85), serrée entre la précédente et le chevet de l’église, la maison Godt den Vader (litt. Dieu le Père), dénommée aussi De Doornenkroon (la Couronne d’épines), à étage et trois travées, du XVIIIe ; au no 2 (79), la maison Sint-Cecilia (Sainte-Cécile), à un étage et deux travées, à lucarne, du XVIIe, faite en brique avec bandeaux de pierre, possédant quatre foyers et ayant servi de résidence à jusqu’à quatre béguines ; au no 3 (80), la maison Sint-Romualdus, ayant les mêmes caractéristiques que la précédente, mais à trois travées, ayant compté jusqu’à cinq pensionnaires au XVIIIe, avec seulement quatre foyers ; au no 12 (88), St.-Gummarus ou St.-Gommer (Saint-Gommaire), situé dans la partie nord du Oud-Kerkhof, à étage et quatre travées, en brique avec usage parcimonieux de pierre pour éléments décoratifs, datant du XVIIe, mais avec baies remaniées plus tard, ayant hébergé jusqu’à quatre béguines pour cinq foyers ; aux no 10 et 11 (87), maison St.-Rombaut (ou St.-Rombout), noyau du XVIIe, à l’origine un seul corps de bâtiment, mais remaniés et séparés en deux maisonnettes au XIXe, à sobre façade gouttereau de brique, ayant logé jusqu’à trois personnes pour quatre foyers ; au no 1 (78), la maison Sint-Sara, sise à l’angle de la Margaretastraat, comptant autrefois cinq foyers, à trois travées et étage, enduite d’un crépi jaune, couverte d’un toit en croupe, et datée du XVIIe ; les maisons aux no 4, 5 et 6, savoir resp. St.-Margareta (81), Maria in de Wildernis (82)(Marie-au-Désert) et St.-Catharina (83), toutes du XVIIe ; enfin, la grande bâtisse au no 13 (partie nord de la rue Oud-Kerkhof), à l’origine deux corps de logis distincts, savoir, à gauche, Onze-Lieve-Vrouw-Hemelvaert (Notre-Dame-de-l’Assomption) (89), démoli en 1855 puis reconstruit, et à droite, en net retrait, St.-Elisabeth (90), du XVIIe, mais regroupés à ladite date en un seul édifice devant servir de nouvelle infirmerie, ce dont résulta un bâtiment à un étage et sept travées, à façade gouttereau d’aspect dépouillé. 
Symforosastraat (rue Symphorose) 

Cette rue étroite, pavée, située à l’ouest de la Margaretastraat, et au tracé parallèle à celle-ci, est chronologiquement la deuxième rue à avoir été aménagée dans le béguinage. Nombre de ses maisons ont été démolies au cours des XIXe et XXe siècles pour être remplacées soit par des jardins afférents aux maisons de la Margaretastraat, soit (nommément les no 3, 5 et 7) par des constructions neuves du début XXe. À l’angle de la rue Martienushoek se situait autrefois la Table du Saint-Esprit, démolie, pour cause de vétusté, dans le troisième tiers du XVIIIe siècle ; vers 1750, elle recueillait sept personnes.
Néanmoins, l’on a gardé : au no 1 (91), à l’angle de la rue Oud-Kerkhof, la maisonnette à étage et à trois travées, dite De Goddelijke Ooghe (l’Œil divin, ainsi dénommée peut-être en raison de l’unique fenêtre dans sa façade sur le Oud-Kerkhof)), au bâti central remontant au XVIIe, remaniée ultérieurement (baies) ; au no 9 (96), la maisonnette sans étage dite ’t Cruysken (la Croix), sans doute du XVIIe, à toiture débordante sur modillons et deux chiens-couchés ; près du no 9, petit édifice chaulé, sans étage, annexe du Vieux Noviciat (Oud Convent), dont c’est le seul vestige ; la rangée de maisons côté ouest (nommément les n° de 2 à 12) (97 98 99 100 101 102), de deux niveaux et trois travées, dotées dans la toiture de lucarnes triangulaires ou à redents, datant, pour le bâti central, du XVIIe, mais ayant subi des remaniements ultérieurs (au no 4, remploi d’ancres figurant le millésime 1618).
Martienushoek

Courte ruelle pavée, entre la Margaretastraat et la Symforosastraat, perpendiculaire à celles-ci. 
On y trouve : au no 2 (104), la spacieuse maison dite Sint-Pieter (Saint-Pierre), datant du troisième quart du XIXe, venue remplacer un immeuble plus ancien, plus en retrait et précédé d’un jardinet, démoli vers 1850, où trouvaient à se loger autrefois jusqu’à trois béguines ; au no 4, la maison dite St.-Walburgis (109), datant du XVIIe, restaurée, appelée aussi, improprement, Piepenholleke (il est vrai qu’elle est la seule à subsister des quatre maisonnettes qui bordaient autrefois l’étroite impasse de ce nom, les trois autres ayant été démolies dans les années 1820 ; l’espace ainsi libéré a d’ailleurs été adjoint au jardin de Sainte-Walburge).
Hellestraat (rue de la Colline ou rue Pentue)

La plus au sud des quatre ruelles qui se projettent vers l’est perpendiculairement à la Sint-Margaretastraat.
Une des maisons de cette rue (Sint-Appolonia, du XVIIe) a été démolie. À l’heure actuelle la bordent les maisons suivantes : au no 1 (42), Den Engelbewaerder (l’Ange gardien), maison sous toit à croupe dont le bâti remonte au XVIIe mais qui fut remaniée au XIXe ;  au no 2 (44), Sint-Barbara (Sainte-Barbe), complexe datant du XVIIe, à l’angle de la rue Sainte-Marguerite, en brique et grès, comprenant un corps de logis principal de trois travées et un étage, avec quelques décorations (chambranle profilé, claveau et impostes en pointe-de-diamant etc.), un petit pavillon attenant à droite et une aile sans étage, dite Sint-Apollonia, à ample toiture, adossée à gauche ; au no 6 (47), maison dite St.-Franciscus (Saint-François), à façade gouttereau de quatre travées et un étage, remontant au XVIIe, mais sans doute remodelé fin XVIIIe, précédé d’un jardinet clôturé d’un mur chaulé et ― fait exceptionnel ― d’un grillage, et jouant un rôle, en tant que domicile du futur moine Martienus, dans la nouvelle de Timmermans intitulée De zeer schone uren van juffrouw Symforosa, Begijntjen ; au no 4 (46), maison dite St.-Michiel (Saint-Michel), du XVIIe, avec adaptations ultérieures, associant deux corps de logis sans étage disposés perpendiculairement l’un à l’autre, précédée d’un jardinet. 
La maison au no 5 (43), dénommée Sint-Andries (Saint-André), mérite une attention particulière. Composée de trois travées et sans étage, elle formait jusqu’à la fin du XVIIIe un seul édifice avec la maisonnette contiguë, l’actuel no 3 (43), dite Ruusbroec, aujourd'hui à part. Dans cette dernière, la plus petite du béguinage, fut fondé en 1925 par la société Ruusbroec composée de l’écrivain Felix Timmermans, l’architecte et peintre Flor Van Reeth et l’écrivain et militant catholique Ernest Van der Hallen, le mouvement De Pelgrim (néerl., le Pèlerin), tendant à un renouveau spirituel et religieux dans l’art, et que rejoindront plus tard nombre d’intellectuels et d’artistes.
Bodegemstraat

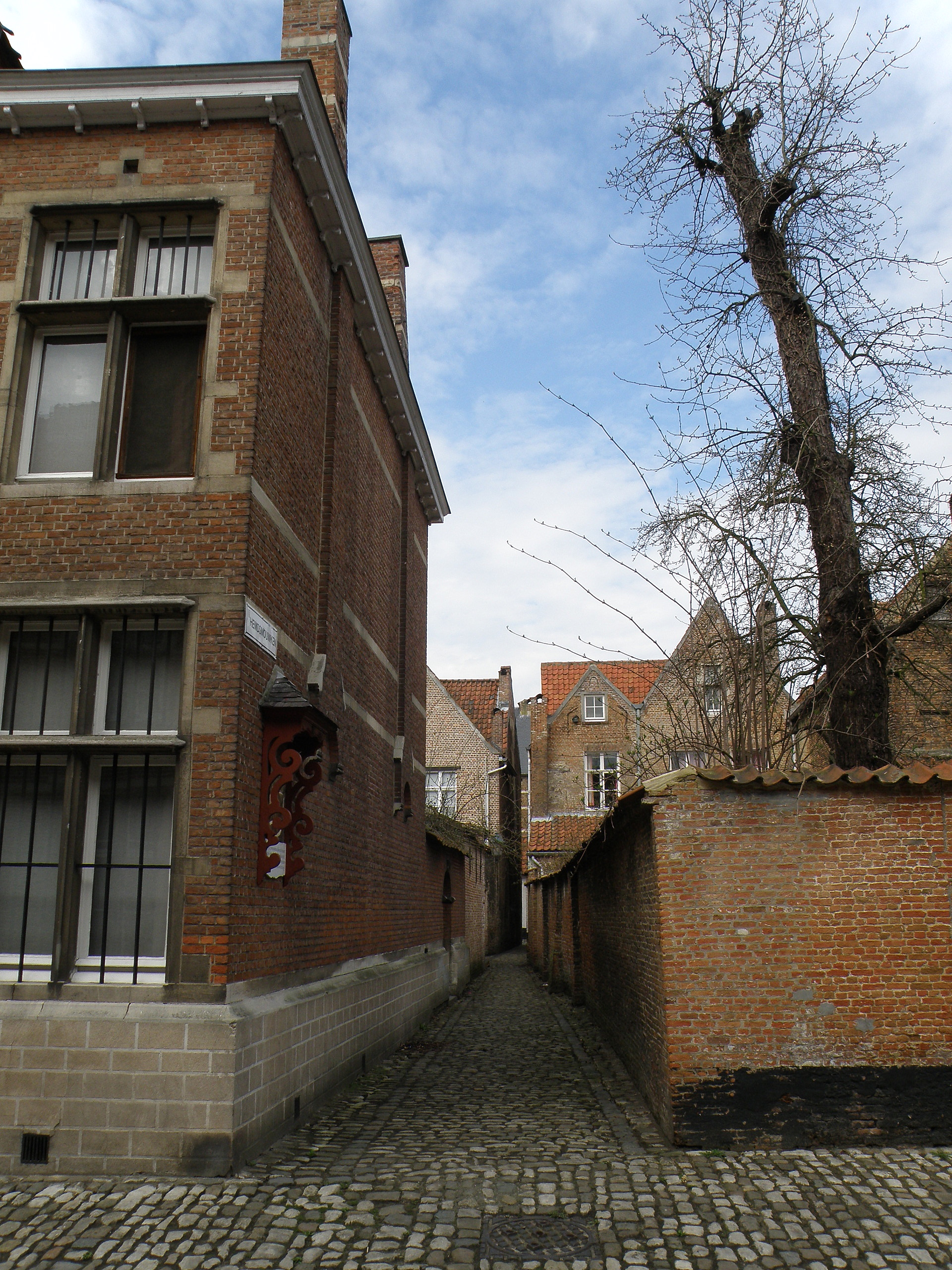
L'étroite ruelle Hemdsmouwken.

La plupart des maisons qui bordaient jadis cette rue ont été démolies à la fin du XVIIIe ou au milieu du XIXe, et remplacées par des jardins. En conséquence, la rue est aujourd'hui essentiellement une voie gainée de part et d’autre de murs de clôture. Elle a cependant gardé au no 2 (51) une maison datant du XVIIe, mais totalement restaurée en 1844, dénommée Sint-Franciscus-Xaverius (Saint-François-Xavier), de trois travées sans étage, de quatre foyers, et ayant hébergé jusqu’à cinq personnes, parmi lesquelles, au milieu XVIIIe, la dénommée Maghtilde Boedegen, qui a donné son nom à la rue. 
Pompstraat (rue de la Pompe)

C’est la première des quatre rues qui font la liaison entre Sint-Margaretastraat et Grachtkant. Les deux maisons bordant son côté nord ont été démolies au milieu XIXe, pour faire place à des jardins, de sorte que la rue n’est aujourd'hui bordée de ce côté-là que de murs de jardin, en plus de la façade latérale de la Fidélité de saint Joseph. Sur son côté sud cependant se côtoient trois maisons anciennes d’intérêt. 
Il y a tout d’abord, à l’extrémité ouest de la rue, au no 2 (75), la maison dite De Benedictie des Heeren (la Bénédiction du Seigneur), sise à un des endroits dans le béguinage parmi les premiers à être bâtis ; peut-être était-ce l’emplacement d’un convent mentionné en 1407, le Woemelgheemshuse (ce qui se dirait Wommelgemshuis en néerlandais moderne), peut-être offert au béguinage fin XIIIe par le chevalier Jean de Liere, à qui venait d’échoir un domaine seigneurial dans le village de Wommelgem, aujourd'hui dans la lointaine banlieue est d’Anvers. La maison, du XVIIe, qui comptait au milieu XVIIIe trois béguines et autant de foyers, et qui doit sans doute son nom à la présence autrefois d’une source, se compose de deux corps de logis, d’une part : une longue bâtisse de brique et pierre, de quatre travées à étage, millésimée 1617 par des ancres, à façade gouttereau parallèle à la Pompstraat, précédée d’un jardinet, et présentant sur la Margaretastraat une façade pignon d’antique aspect, et d’autre part : d’équerre au premier corps de logis et accolé à celui-ci, une petite construction sans étage, occupant l’angle avec la Sint-Margaretastraat, et contre la façade latérale de laquelle (face à ladite rue) se trouve une pompe en pierre du deuxième quart du XVIIe.
À signaler également : au no 4 (76), la maison dénommée De Vlughtinge van Egypten (la Fuite en Égypte), érigée probablement vers 1675, mais ayant subi des remaniements ultérieurs, de quatre travées et à étage, avec jardinet la précédant ; aux no 6 et 8 (77), la maison dénommée St.-Aloysius van Gonzaga, de trois travées et à étage, du XVIIe, autrefois habitée d’une seule béguine quoique munie de trois foyers.
Hemdsmouwken

Cette ruelle, parallèle aux trois précédentes, très étroite comme son nom l’indique (litt. manche de chemise), était à l’origine une voie d’incendie, et longe des murs de jardin et les façades latérales de maisons situées Sint-Margaretastraat et Grachtkant.
Grachtkant (rue du Bord-du-Fossé)

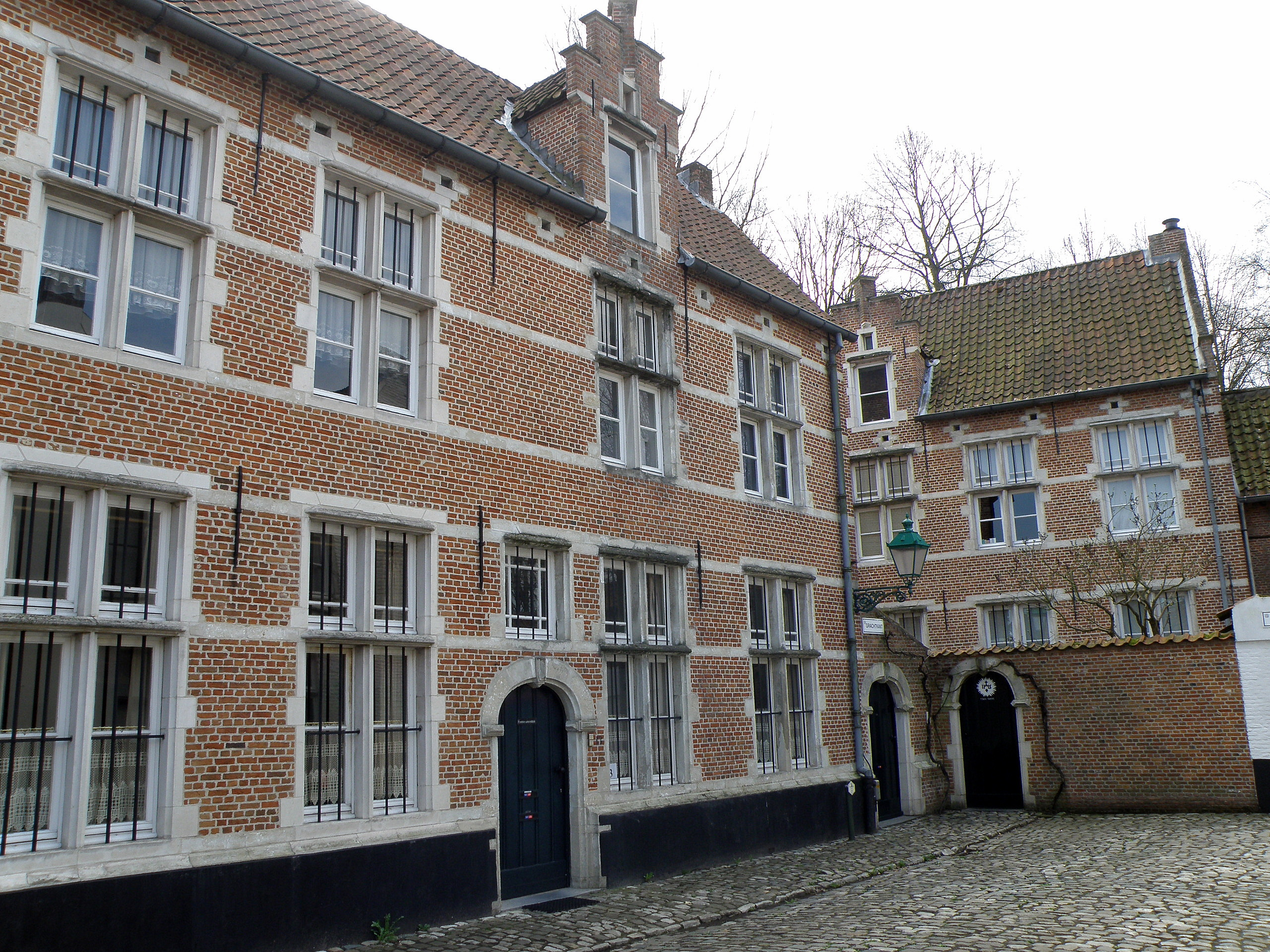
Grachtkant. À droite : t Soete Naemke.

Cette rue, la plus spacieuse du béguinage, est marquée sur son côté est par une rangée ininterrompue de dix grandes maisons identiques (les no 4 à 13) (60 61 62 63 64 65 66 67 68 69), construites entre 1721 et 1726 dans le style traditionnel régional (brabançon), c'est-à-dire dans un style bien différent de celui pratiqué en ville à la même époque. Les maisons sont à façade gouttereau, en brique avec usage de pierre blanche de types différents pour les bandeaux, chambranles des baies et des portes, meneaux, trous de boulin, etc., comportant cinq travées chacune, un étage et une lucarne dotée d'un pignon à redents, sur soubassement goudronné. Les portes d’entrée sont à arc en anse de panier, avec clef d’arc et impostes en pointe-de-diamant, et à montants à cavet. Les fenêtres de lucarne, aujourd'hui pourvues de vitres, étaient autrefois clos de volets de bois. À l’arrière, les façades, aveugles à l’étage, et surmontées de petites lucarnes fermées de volets de bois, sont flanquées à la perpendiculaire de petites constructions sans étage, à toit en croupe et à lucarne, dont le mur extérieur (est) forme, avec le mur qui les relie entre elles, le mur d’enceinte oriental du béguinage. Ces maisons, délabrées à la fin des années 1970, ont été restaurées à fond dans la décennie 1980, mais avec maintien de la disposition originale des pièces. 
Le no 15, dénommé 't Soete Naemke (le Doux Nom, à savoir celui du Christ, comme l’indique le monogram IHS apposé sur la petite porte à arc qui perce le mur de clôture de son jardinet), sis dans l’angle avec la Hellestraat, c’est-à-dire à l’extrémité sud de la rue Grachtkant, est de conception très semblable aux dix précédentes et fut construit à la même époque. Dans l’entre-deux-guerres, divers artistes, tels que le peintre Oscar Van Rompay, y avaient leur atelier, et Felix Timmermans y séjourna pendant un bref laps de temps à l’issue de la Première Guerre mondiale avant de louer une maison Grachtkant n° 4. 
Sur le côté occidental de la rue ne subsistent plus que trois maisons sur les huit qui existaient jadis, et dont cinq furent détruites vers 1800 ou dans les décennies suivantes. Ce sont : la maison n° 2 (56), sise à l’angle de la Pompstraat, dite Saint-Jozeph, de quatre travées et à étage, datant du XVIIe, et dont une des façades latérales présente des fenêtres à meneaux ; la maison au n° 16 (71), dénommée Sint-Adrianus, sisie à l’angle de la ruelle Hemdsmouwken, bâtie en 1907 en style néo-traditionnel, comportant des fenêtres à meneaux, des murs de brique marqués de bandes en pierre blanche, une porte d’entrée avec impostes et clef d’arc en pointe-de-diamant, une lucarne à pignon à redents, etc. ; enfin au n° 3 (59), la maison dite Sint-Catharina van Senen (Sainte-Catherine de Sienne), de cinq travées et à étage, remontant au XVIIe, qui hébergea au XVIIIe trois béguines pour cinq foyers.

## Rôle dans la culture flamande
Le béguinage de Lierre occupe une place notable dans la culture flamande, tant comme source d’inspiration pour poètes et peintres que comme haut-lieu artistique et intellectuel. 
Comme source d’inspiration, il servit de décor, principal ou occasionnel, dans les œuvres littéraires de nombre d’écrivains flamands, tels que Felix Timmermans, Tony Bergmann, Frans Verschoren, Antoon Thiry, ou Jozef Arras. D’autres, comme Ernest Van der Hallen, l’ont évoqué.
Anton Bergmann, dit Tony Bergmann (1835 ― 1874), natif de Lierre, fit des études de droit et se fixa comme avocat dans sa ville natale. Peu avant sa mort, il publia Ernest Staes (traduit en français), autobiographie romancée, série d’esquisses et de portraits de son enfance et de sa carrière d’avocat. Au chapitre deux, il retrace ses expériences à l’école primaire du béguinage (Oordjesschool), sise à l’angle de la Sint-Margaretastraat et de la venelle Hemdsmouwken (maison dénommée De Onbevlekte Ontvangenis). Jadis, écrit-il, le béguinage était un petit monde en soi, une petite ville en miniature, une communauté à échelle réduite. Les rues et ruelles étaient étroites et sombres, les maisonnettes menues et vieillotes, les portillons cintrés bas et obscures, les petites vieilles humbles et courbées.
Jozef Arras (Lierre, 1890 ― id., 1919), historien de formation, publia plusieurs contributions d’historien, mais reste connu surtout pour être l’auteur des six Begijnensprookjes (litt. Contes de béguines), poétiques, plaisants ou maléfiques.
Frans Verschoren (1874 ― 1951), natif de Wavre-Sainte-Catherine, fut un temps professeur à l’école normale de Lierre. Il fit paraître plusieurs recueils de nouvelles, où il se montre conteur assez inégal, mais habile à camper les personnages. Le récit intitulé Op ’t begijnhof, tiré du recueil Langs kleine wegen (litt. Par de menus chemins, 1912), qui rappelle la nouvelle Juffrouw Symforosa de Timmermans, met en scène une jeune béguine qui s’éprend d’un peintre en bâtiment, mais dont, par la mort de celui-ci, les projets de mariage restent sans lendemain. Dans un autre ouvrage, Vlaamse humor (1922), il donna une description saisissante du béguinage de Lierre au début des années 1920 : 

« Par la petite porte arrière nous arrivâmes dans la rue Grachtkant, et du coup nous nous trouvions dans un tout autre monde, si étrangement silencieux et taciturne, clos, mystérieux. Nous flânâmes, par des ruelles et des passages, dont certains ne dépassaient pas un mètre, le long de murs de clôture bas et chaulés, maculés de taches et de salissures bariolées, attaqués de rouille, brunâtres, altérés par les rigueurs de l’hiver et par les feux du soleil, le long de portillons à arc surbaissés, entr’ouverts, en jetant un furtif coup d’œil dans les jardinets derrière ces murs, où des parterres de fleurs faisant des panachures jaune, rouge ou mauve, en regardant à la dérobée dans les maisonnettes blanches, avec leurs fenêtres à petits-carreaux. Là vivent les petites gens de béguinage, silencieuses et dévotes, petites vieilles portant des jupes colorées aux teintures passées, et des manteaux d’une délicate teinte bleue ternie, verte délavée, d’or roussi, mauve ou brune pâlie ― chétives femmes usées, au visage parcheminé, au nez fin, aux lèvres minces, aux yeux qui rêvent, pleins de profondeur, de choses lointaines et révolues, têtes expressives de Memlinc ou Van Eyck. »

Ernest Van der Hallen, écrivain et militant catholique, eut sa chambre de travail dans la maisonnette Ruusbroec et évoqua le béguinage à quelques reprises dans son œuvre.
Antoon Thiry (Louvain, 1888 ― Anvers, 1945) fréquenta l’école normale de Lierre et enseigna à Marche-en-Famenne puis à Louvain. Ayant été militant activiste pendant la Première Guerre mondiale, alors qu’il était directeur de l’école normale de Lierre, il dut s’exiler aux Pays-Bas jusqu’en 1930. Il est l’auteur du recueil de nouvelles Begijnhofsproken (Contes de béguinage, 1911, en collaboration avec Timmermans) et Onder Sinte Gommarus Wake (1924), et du roman Het schoone jaar van Carolus (1920), œuvres dans lesquelles le béguinage de Lierre et son atmosphère particulière jouent un rôle considérable.

Celui qui popularisa véritablement le béguinage de Lierre est l’écrivain, peintre et dessinateur Felix Timmermans (1886 ― 1947). Dès avant 1910, il avait loué deux chambres dans une maison de la Hellestraat, où il acheva de rédiger Schemeringen van de dood (1910). Il en fut chassé par le curé Biermans lorsqu’il vint à la connaissance de celui-ci que Timmermans avait coutume ― influencé par Maeterlick et Huysmans ― de s’adonner au spiritisme. Revenu à Lierre à l’issue de la Première Guerre mondiale, il prendra à nouveau ses quartiers dans le béguinage, savoir, d’abord, pour une courte période, dans la maison ’t Soete Naemken (Grachtkant), puis bientôt dans la maison à l’extrémité nord du même Grachtkant (au no 4). Le béguinage joue un rôle central dans De zeer schone uren van juffrouw Symforosa, Begijntjen (1917), dans les Begijnhofsproken (en collaboration avec Thiry), dans la nouvelle Mademoiselle de Chanterie (mettant en scène la fille d’un banquier parisien ruiné qui se fait béguine à Lierre, 1933), et un rôle secondaire dans nombre d’autres de ses œuvres, y compris Pallieter, roman emblématique de l’auteur. Dans Schoon Lier (1925), Timmermans caractérisa ainsi le béguinage : Le béguinage est l’amande de Lierre. Et afin d’en bien conserver la saveur et la senteur, elle se trouve un peu à l’écart, sous le frais rideau du rempart des Béguines, le long de la Nèthe, au bord des venteuses plaines, mais enclos et gardé par des murs couverts de lierre et des portails verrouillés. Également artiste plasticien, il sera chargé par le curé Biermans de dessiner un projet de chemin de croix, mais un différend avec le curé empêchera ce projet d’être mis à exécution.
Comme indiqué ci-haut, le mouvement artistique De Pelgrim fut fondé dans le béguinage par Felix Timmermans, Ernest Van der Hallen et Flor Van Reeth. Ils furent bientôt rejoints par l’architecte Jef Huygh, le critique Dirk Vansina, le vitrailliste Eugeen Yoors, le sculpteur Rik Sauter, la militante féministe Marie Belpaire etc. De Pelgrim voulait en finir avec le néo-gothique et les mièvreries dix-neuviémistes, et entendait, par la tenue d’expositions (en part. 1928) et la publication de revues, opérer en Flandre un renouveau du catholicisme à travers et dans les arts. Des divergences d’opinion eurent tôt fait de mettre fin au mouvement en 1931. Flor Van Reeth, talent à multiples facettes, qui était architecte, peintre et écrivain, réalisa de nombreuses aquarelles figurant des aspects et des scènes du béguinage.
D’autres artistes peintres ont leur nom attaché au béguinage de Lierre : le peintre lierrois Oscar Van Rompay, qui séjourna dans le béguinage et y donnait des classes de dessin, le peintre paysagiste Theofiel Verstreken, dont un des sujets de prédilection était le béguinage de Lierre etc. À signaler enfin le ferronnier d’art Louis Van Boeckel (1857 ― 1944), d’origine lierroise, dont plusieurs réalisations se trouvent dans le béguinage, notamment le lampadaire au portail d’entrée de la Begijnhofstraat.